# Sébastien Ogier
Pour les articles homonymes, voir Ogier.
Sébastien Ogier, né le 17 décembre 1983 à Gap (Hautes-Alpes), est un pilote de rallye français.
Ayant eu pour copilote Julien Ingrassia jusqu'en 2021, il est sacré champion du monde des rallyes en 2013, 2014, 2015 et 2016 avec Volkswagen Motorsport, ainsi qu'en 2017 et 2018 avec M-Sport, puis en 2020 et 2021 avec Toyota Gazoo Racing, soit 8 titres et 62 victoires au total. Il est le deuxième pilote le plus titré de l'histoire du WRC derrière Sébastien Loeb (9 titres de 2004 à 2012).

## Biographie
Sébastien Ogier est issu d'un milieu modeste avec un père chauffeur-livreur de fuel et une mère comptable. Il n'a aucun lien de parenté direct avec le pilote de rallye Jean-Claude Ogier. Avant de se tourner vers le rallye, il est sorti diplômé d'un BTS mécanique obtenu au lycée Jean-Perrin de Marseille et a été champion de France de boule lyonnaise (en double, catégorie Espoirs). Il se passionne durant son enfance pour la Formule 1, et particulièrement pour le pilote brésilien Ayrton Senna, et s'adonne au ski alpin passant son monitorat de ski.

### Carrière en rallye

#### Débuts en compétition (2005-2007)
La carrière de Sébastien Ogier en rallye débute fin 2005 : en remportant la sélection Rallye Jeunes FFSA, il décroche un volant en Coupe 206 pour l'année suivante. D'emblée associé à Julien Ingrassia, il brille lors de sa première saison d'apprentissage, en signant un podium (Terre des Cardabelles) et en terminant sixième du championnat et meilleur débutant. En 2007, il remporte la Coupe 206 avec quatre victoires (Diois, Langres, Causses, Touquet) et deux deuxièmes places (Alsace-Vosges, Limousin). Il s'impose également au Rallye Hivernal des Hautes-Alpes, sur ses terres.
Paradoxalement, ce n'est qu'en avril 2007 qu'il participe à son premier rallye régional avec le Rallye du Quercy ; il termine 3e au scratch sur une 206 XS de prêt qu'il découvrait à cette occasion.
Le magazine Échappement lui attribue le titre d'Espoir Échappement de l'année, un prix honorifique décerné conjointement par les professionnels et les fans. Récompensé pour un début de carrière prometteur, Sébastien Ogier succède ainsi à quelques illustres aînés, tels que Didier Auriol, François Delecour et Sébastien Loeb.

#### L'ascension mondiale (2008)

##### Champion du monde JWRC
En 2008, Sébastien Ogier accède au niveau mondial en participant au championnat du monde des rallyes Junior au volant d'une Citroën C2 S1600 préparée par l'Équipe de France FFSA par le biais de PH Sport (en).
Pour ses débuts, il se fait remarquer au Rallye du Mexique : outre une victoire aisée en catégorie JWRC, il marque un point au classement général WRC, une première dans l'histoire du championnat du monde. Il est aussi performant au Rallye de Jordanie où après avoir été retardé de quatre minutes par un ennui mécanique, il en reprend trois au leader de la course ; il profite ensuite de la sortie de route de celui-ci pour remporter sa deuxième victoire consécutive.
Au Rallye de Sardaigne, il abandonne dans un premier temps à la suite de la rupture d'une biellette de direction causée par une crevaison, mais il repart en Super Rally et termine à la cinquième place. Il remporte ensuite le Rallye d'Allemagne, puis domine sa catégorie au Rallye de Catalogne en réalisant la plupart des meilleurs temps, mais abandonne sur sortie de route lors de la dernière étape.
Lors du Tour de Corse, il accroche la deuxième place et remporte finalement le titre de champion du monde Junior des rallyes.

##### Premier rallye WRC et premier «scratch»
Son titre Junior acquis, Sébastien Ogier est invité à faire ses débuts dans la catégorie reine lors du dernier rallye de la saison 2008, en Grande-Bretagne. Il prend alors le volant d'une Citroën C4 WRC. Il crée la surprise en signant le scratch dès la première spéciale, disputée sur un sol verglacé, et devient ainsi immédiatement leader de son premier rallye en catégorie WRC ! Avantagé par sa position sur la route, il se maintient en tête jusqu'à la cinquième spéciale, avant d'être retardé par un souci mécanique. Il abandonne finalement sur sortie de route.

#### Premiers succès WRC avec Citroën (2009-2011)

##### 2009:1resaisoncomplète en WRC (1erpodium) et victoire au Monte-Carlo (IRC)

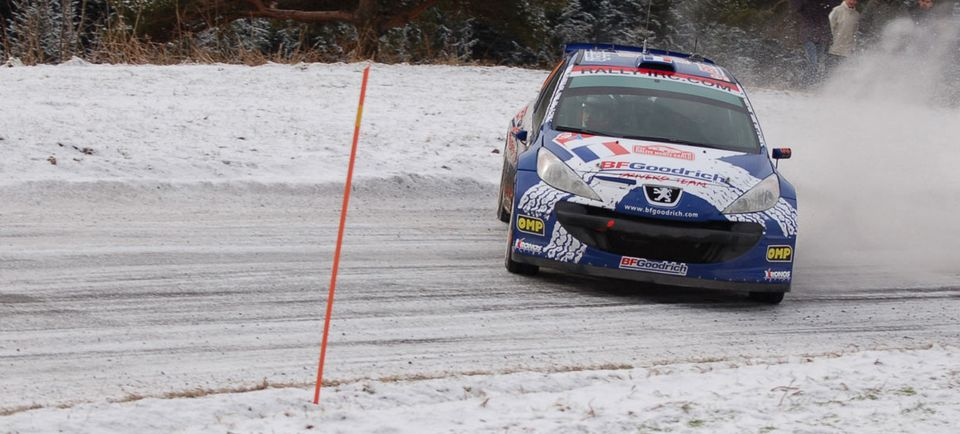
Sébastien Ogier et Julien Ingrassia au Monte-Carlo 2009.

En janvier 2009, Sébastien Ogier participe pour la première fois au Rallye Monte-Carlo, qui figure alors au calendrier du championnat IRC. Au volant d'une Kronos Peugeot 207 S2000 qu'il découvre, il remporte l'épreuve.
Ce passage par l'IRC n'est qu'un intermède : il est engagé en WRC pour capitaliser sur son titre Junior. En début de saison, Citroën décide qu'il disputera les six premiers rallyes du championnat du monde, au volant d'une C4 WRC du Citroën Junior Team, son équipe junior, et que son engagement sur le reste de la saison dépendra des résultats. Malgré quelques erreurs, ses performances décident le constructeur à le confirmer pour le reste de la saison.
Il signe notamment son premier podium en catégorie reine, une deuxième place au Rallye de l'Acropole derrière Mikko Hirvonen.

##### 2010:2esaisoncomplète en WRC (1revictoire)
En janvier 2010, Ogier s'aligne à nouveau au départ du Rallye Monte-Carlo, au volant d'une Kronos Peugeot 207 S2000. Il perd deux minutes dans une sortie de route (sur de la neige rapportée sur la route par des spectateurs) en début de rallye, puis se lance dans une course poursuite derrière Mikko Hirvonen, signant de nombreux temps scratches. Il se rapproche à 45 secondes du leader avant d'abandonner le dernier jour, sur une panne d'alternateur.
Le Monte-Carlo étant toujours au calendrier IRC, la saison 2010 de Sébastien Ogier débute officiellement en Suède, première manche du championnat du monde des Rallyes. Reconduit au sein de l'écurie Citroën Junior aux côtés de Kimi Räikkönen, le Français dispute une course solide en Suède et finit cinquième, puis termine sur la troisième marche du podium au Mexique après avoir lutté jusqu'à la dernière spéciale contre Petter Solberg pour le gain de la 2e place. En Jordanie, après un excellent début de rallye qui le voit se classer deuxième à l'issue des deux premières étapes, des consignes d'équipe l'obligent à écoper de plusieurs minutes de pénalité au point de contrôle. Il termine néanmoins le rallye à la sixième place. En Turquie, Ogier prend la tête du classement dans la troisième spéciale et mène l'épreuve pendant onze spéciales, mais il crève dans l'ES15 et perd un peu plus de trois minutes. Il termine quatrième de l'épreuve. En Nouvelle-Zélande, Ogier se rapproche un peu plus de sa première victoire : il est en tête dans la dernière spéciale, mais une erreur à trois virages de la fin lui coûte la première place : il finit deuxième à 2,4 secondes de Jari-Matti Latvala (troisième écart le plus faible de l'histoire).
La première victoire WRC de Sébastien Ogier arrive peu après, au Rallye du Portugal. Sur la lancée de ses performances en Turquie et en Nouvelle-Zélande, le pilote champsaurin parvient à prendre 45 secondes à Sébastien Loeb qui balayait la route dans la première journée. Malgré le retour de ce dernier, Ogier ne commet pas d'erreurs et le devance finalement de huit secondes à la fin de l'épreuve. Il enchaîne en remportant le Rally della Lanterna, une manche italienne hors-championnat visant à le faire gagner en expérience sur l'asphalte, lui qui maîtrise plus aisément les rallyes terre.

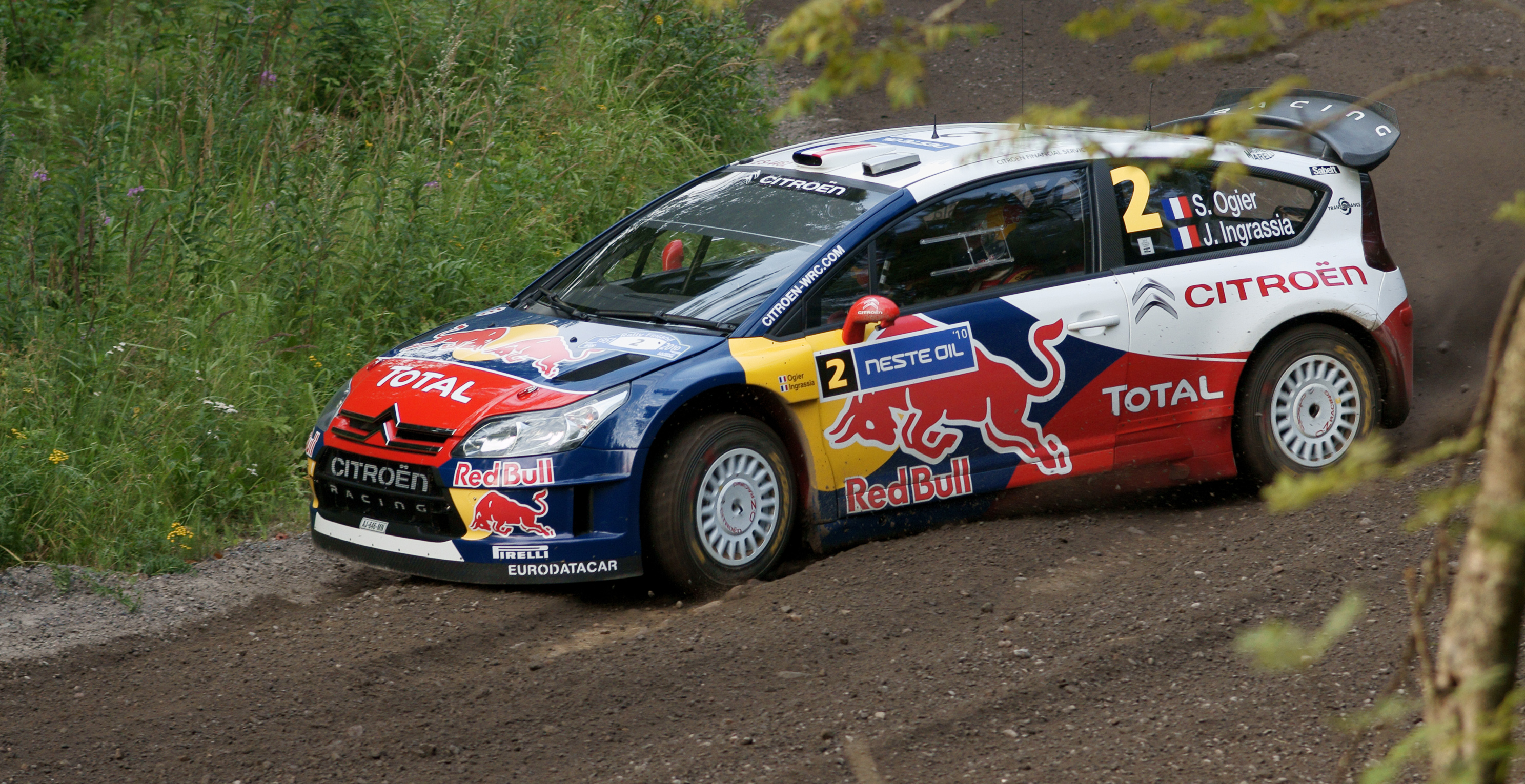
Sébastien Ogier au Rallye de Finlande 2010.

Compte tenu de ses prestations très solides, de sa discipline d'équipe et des performances moyennes du coéquipier de Loeb, Dani Sordo, qu'il devance régulièrement, Citroën annonce qu'Ogier disputera les trois dernières manches terre du championnat aux côtés de Loeb dans l'écurie principale Citroën World Rally Team, tandis que Sordo courra pour le Junior Team aux côtés de Räikkönen, l'Espagnol reprenant sa place dans l'équipe-mère pour les épreuves sur asphalte. Cette décision s'avère judicieuse puisque lors du Rallye de Finlande, Sébastien Ogier prend une belle deuxième place derrière le Finlandais Jari-Matti Latvala mais devant Sébastien Loeb, tandis que sur asphalte (en Bulgarie et en Allemagne), il se classe 4e puis 3e derrière Sordo et Loeb. Il remporte son 2e succès en WRC lors du Rallye du Japon après un duel serré face à Petter Solberg et impressionne par sa capacité à rapidement s'adapter à un rallye sur lequel il n'avait jamais couru.

##### 2011: Pilote officiel dans l'équipe Citroën
Sébastien Ogier poursuit son ascension en 2011. Devenu titulaire de l'équipe officielle Citroën en remplacement de Dani Sordo, il se voit promettre un statut égalitaire avec Sébastien Loeb. D'emblée, les deux Français affichent un niveau similaire et promettent une belle bagarre pour le titre.
En Suède, le baptême de la DS3 WRC commence plutôt mal, mais Ogier (4e) bat Loeb (6e) et devient le premier pilote à remporter une Power Stage. Au Rallye du Mexique, Ogier aborde le dernier jour de course en tête, avant d'abandonner sur sortie de route. Il se rachète au Rallye du Portugal qu'il remporte une nouvelle fois, puis enchaine en s'imposant sur l'épreuve suivante, le Rallye de Jordanie : avec deux dixièmes de seconde d'avance sur Jari-Matti Latvala, il bat le record du plus petit écart pour une victoire. Quatrième au Rallye de Sardaigne, Ogier est en passe de remporter le Rallye d'Argentine lorsqu’il part en tonneau ; sans direction assistée, il perd la tête de la course lors de la dernière spéciale, se classant finalement 3e derrière Loeb et Hirvonen.

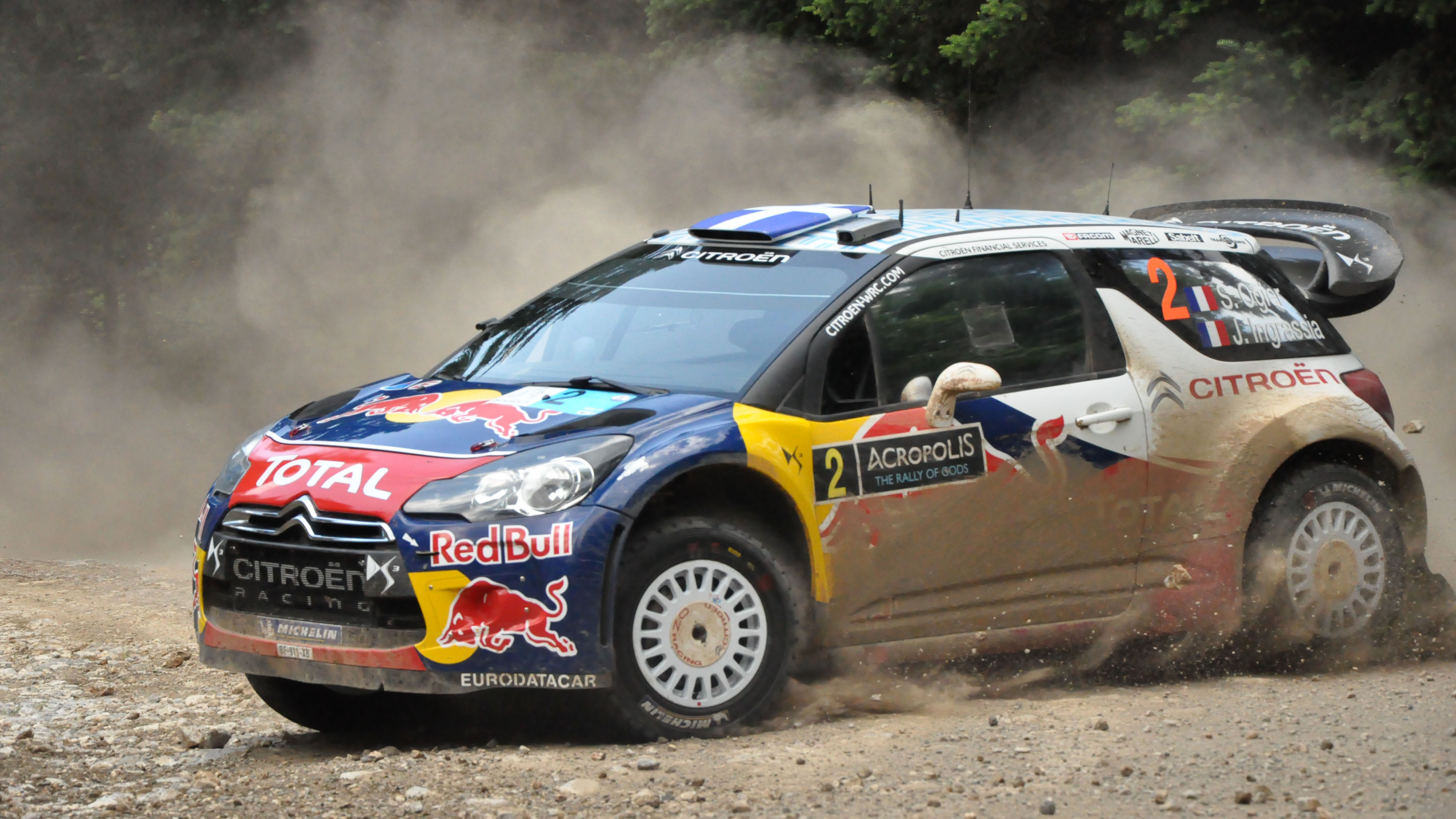
Sébastien Ogier au Rallye de l'Acropole 2011.

Au Rallye de l'Acropole, Sébastien Ogier l'emporte, mais ses relations avec Sébastien Loeb se détériorent. En se basant sur les temps de Loeb fournis par son équipe (alors qu'un problème technique privait l'Alsacien de la même information), il a ralenti pour l’obliger à balayer la route le dernier jour. Stratégie classique en WRC, mais la polémique éclate, Sébastien Loeb n'acceptant pas d'être placé dans la position défavorable d'ouvreur. En Finlande, Ogier doit se contenter de la 3e place après une crevaison. Les tensions entre les deux pilotes Citroën connaissent leur apogée au Rallye d'Allemagne, bastion habituellement imprenable pour les adversaires de Loeb. À son arrivée sur place, l’Alsacien annonce la reconduction de son contrat avec Citroën jusqu'à la fin de la saison 2013. Dans ce contexte très médiatique, la marque impose des consignes d'équipe dès la fin de la première journée, alors que Loeb et Ogier sont largement en tête, séparés de 7 secondes l'un de l'autre. La course était belle, Sébastien Ogier n'accepte pas d'être ainsi sacrifié et il le fait savoir. Malgré la polémique, la victoire reviendra au Gapençais, Loeb ayant crevé.
Lors du Rallye d'Australie, Ogier ne profite pas de la sortie de route de Sébastien Loeb pour rattraper son retard au championnat, il commet lui-même une erreur le premier jour. Il revient à la 9e place et se trouve à une poignée de secondes de la 8e lorsque l'équipe lui demande de ralentir pour favoriser son coéquipier au championnat : il écope d'une pénalité volontaire et se gare au bord de la route pendant une dizaine de minutes. Au Rallye d'Alsace, Ogier obtient une convaincante victoire, résistant à la pression de Dani Sordo et Petter Solberg à la suite de l'abandon de Loeb sur problème mécanique. Au championnat, il revient à trois points de Loeb et Hirvonen. C'est bien Loeb qui finira par l'emporter. Victime d'un problème moteur en Catalogne et d'une sortie de route en Grande-Bretagne, Sébastien Ogier finit en troisième position du championnat, après avoir remporté cinq victoires (autant que Sébastien Loeb) et quatre Power Stages (meilleur score de la saison). Son renvoi de Citroën est officialisé le 16 novembre. Il est alors remplacé par Mikko Hirvonen.

#### La consécration avec Volkswagen (2012-2016)

##### 2012: Une nouvelle aventure avec Volkswagen

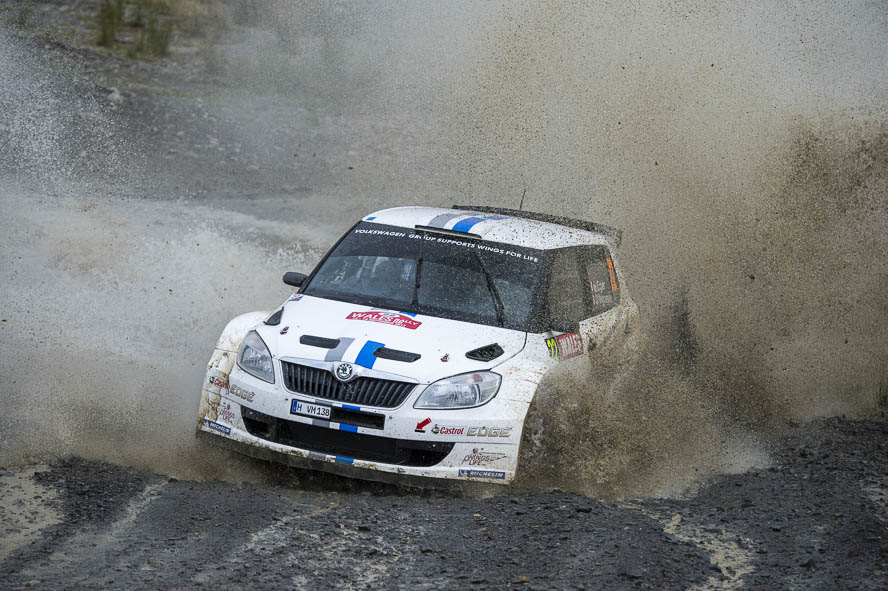
Sébastien Ogier durant le Rallye de Grande-Bretagne 2012.

Le 23 novembre 2011, Volkswagen annonce la signature d'un contrat de trois ans avec Sébastien Ogier et son copilote Julien Ingrassia. Tous deux deviennent le premier équipage officiel de l'équipe, dont les débuts en championnat du monde des rallyes ne sont fixés que pour 2013. En 2012, ils doivent développer la Polo R WRC tout en disputant le championnat du monde au volant d'une Škoda Fabia S2000 dans la catégorie inférieure au WRC - à laquelle ils ne sont toutefois pas officiellement inscrits.
La saison 2012 d'Ogier débute au Rallye Monte-Carlo, où il réalise de bons temps malgré une Škoda Fabia S2000 moins performante que les WRC qui jouent la victoire. Mais lors de la 10e spéciale, il sort de la route dans un secteur à fond de 6e. Ogier s'en sort indemne, son copilote est légèrement blessé.
Au Rallye de Suède, Ogier termine 11e, il devance de plus de quatre minutes Per-Gunnar Andersson vainqueur officiel du rallye en S2000. Puis Sébastien Ogier marque les premiers points de sa saison et les premiers de Volkswagen Motorsport en ralliant l'arrivée du Rallye du Mexique à la huitième place.
Après avoir souffert d'un statut supérieur aux autres pilotes de S2000 en Suède et au Mexique, où il a subi plus fortement qu'eux le balayage des routes, Ogier jouit d'une situation plus équitable à partir du Rallye du Portugal. Il s'ensuit une série d'entrées dans les points, Sébastien Ogier luttant régulièrement contre plusieurs pilotes WRC. Il signe son meilleur résultat en Sardaigne, où il termine à la cinquième place, ce qui est le meilleur résultat jamais obtenu par une voiture de la classe S2000 (appelée aujourd'hui WRC-2).

##### 2013: Premier titre de Champion du monde
En 2012, Sébastien Ogier a également mené un intense programme d'essais afin de développer la Volkswagen Polo R WRC et de préparer ses débuts en WRC.
Présentée à Monaco fin 2012, la voiture entame sa saison avec le Rallye Monte-Carlo. Sébastien Ogier en décroche la 2e place et devance tous les pilotes pouvant jouer le titre, malgré une voiture débutante et des conditions météorologiques difficiles. C’est un départ idéal, un résultat qui affirme le niveau prometteur de la Polo.
La saison se poursuit avec le Rallye de Suède. Sébastien Ogier y décroche une victoire pleine de maîtrise et devient le deuxième pilote non nordique à s'imposer sur cette épreuve depuis sa création dans les années 1950 ! Il remporte également la Power Stage (synonyme de trois points bonus) et prend pour la première fois la tête du championnat pilotes. Cette victoire est également la première d'une Volkswagen depuis 1987 ! Ce n'est que le début des succès. Au Mexique, Ogier remporte 16 spéciales sur 23 et signe un nouveau doublé course - Power Stage. Même succès au Portugal, où il affiche une avance abyssale (+ de 3 minutes sur Hirvonen, 2e !).
Au Rallye d'Argentine, le frein à main capricieux de la Polo empêche Sébastien Ogier de se rattraper dans un tout-droit sur la boue. Il perd alors la tête du rallye au profit de Loeb. Pensant avant tout au titre, Ogier assure la deuxième place, loin devant ses adversaires pour le championnat. Malchance à nouveau au Rallye de l'Acropole, une crevaison puis un problème d'alimentation de la pompe à essence l'obligeant à abandonner. Reparti en Rally2, il sauve une dixième place et réalise une très grosse performance lors de la Power Stage, ce qui lui permet de remporter les trois points bonus en jeu. Sébastien Ogier reprend sa marche en avant en remportant le Rallye de Sardaigne devant Thierry Neuville et Jari-Matti Latvala. Pour la première fois de sa carrière, il domine un rallye de la première à la dernière spéciale. À nouveau vainqueur de la Power Stage, il ramène 28 points d'Italie.

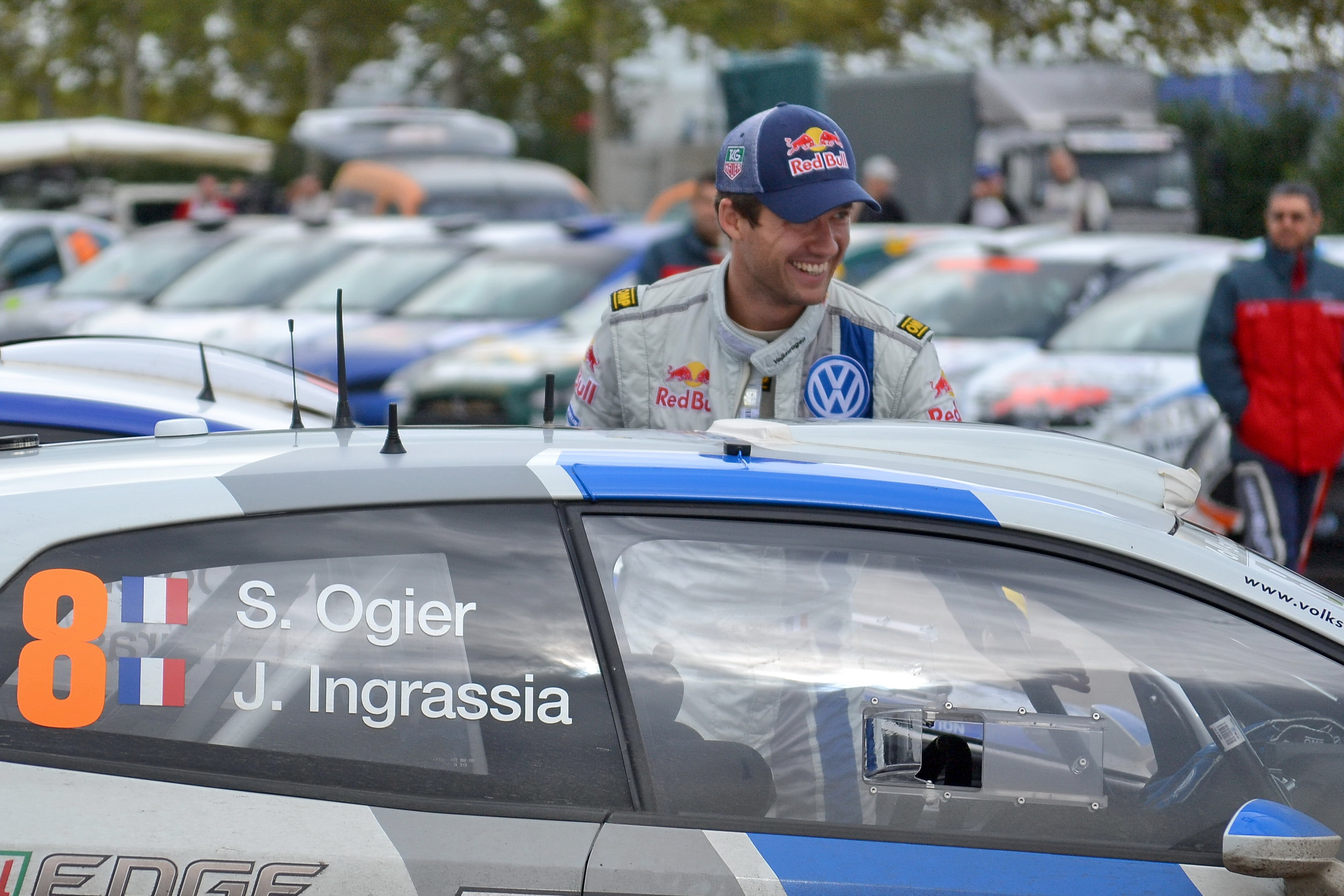
Sébastien Ogier, nouveau champion du monde WRC lors du Rallye de France-Alsace 2013.

Il poursuit sur sa lancée en remportant l'emblématique Rallye de Finlande, une première pour lui. Malgré la blessure à la clavicule de son copilote Julien Ingrassia, il domine ses adversaires. Il remporte plus de la moitié des temps scratches, en particulier dans la célèbre spéciale Ouninpohja dont il bat le record. En marquant en outre 2 points bonus sur la Power Stage, Ogier porte son avance à 90 points sur ses dauphins du classement provisoire que sont Latvala et Neuville.
Au Rallye d'Allemagne, Sébastien Ogier a déjà une (infime) chance mathématique d'être sacré champion du monde des rallyes, toutefois il casse une suspension dès le premier jour. Reparti avec une lourde pénalité, il remonte de la 47e à la 17e position et remporte une nouvelle fois les trois points bonus de la Power Stage. En Australie, ses chances sont réelles et il s'investit en disputant une course magistrale. Or, malgré 19 temps scratches en 22 spéciales et une avance finale de 1 min 32 s sur son plus proche poursuivant, le sacre lui échappe dans la dernière ES : Hirvonen ayant crevé, Neuville monte sur la deuxième marche du podium et prive le Français des lauriers... pour un point seulement.
Ce n'est que partie remise : Sébastien Ogier devient champion du monde dès la première spéciale du Rallye d'Alsace, le 3 octobre 2013. En effet, l'ES1 fait exceptionnellement office de Power Stage. Thierry Neuville étant contraint à la perfection pour contrer Sébastien Ogier au championnat du monde, son 2e temps est synonyme de délivrance pour le Gapençais. Même si le titre est assuré en avance, la fin de saison ne contredit pas l'excellente forme d’Ogier, qui s'impose lors des rallyes de France, de Catalogne et, pour la première fois de sa carrière, de Grande-Bretagne.
Il termine la saison avec 9 victoires, 11 podiums, 111 temps scratches (46,83 % de la saison !), 7 victoires de Power Stages et un total de 28 points bonus acquis sur cet exercice, et 290 points à son compteur au championnat du monde : c'est le record en WRC !

##### 2014: Après la consécration, la confirmation
Sébastien Ogier pressent qu'un titre est plus difficile à défendre qu'à gagner. Pourtant, l'entame de la saison 2014 le conforte dans son statut de leader du WRC puisqu'il remporte le Rallye Monte-Carlo. Contrairement à 2009, c'est cette fois en catégorie reine que le pilote français remporte le rallye le plus célèbre au monde. Malgré une première étape rendue difficile par un mauvais choix de pneus, il réalise une impressionnante remontée au classement et c'est en vainqueur qu'il entre dans la Principauté pour y fêter l'arrivée du rallye. Cerise sur le gâteau, l'épreuve faisait cette année son retour dans les Hautes-Alpes et le départ était donné à Gap, ville natale d'Ogier.

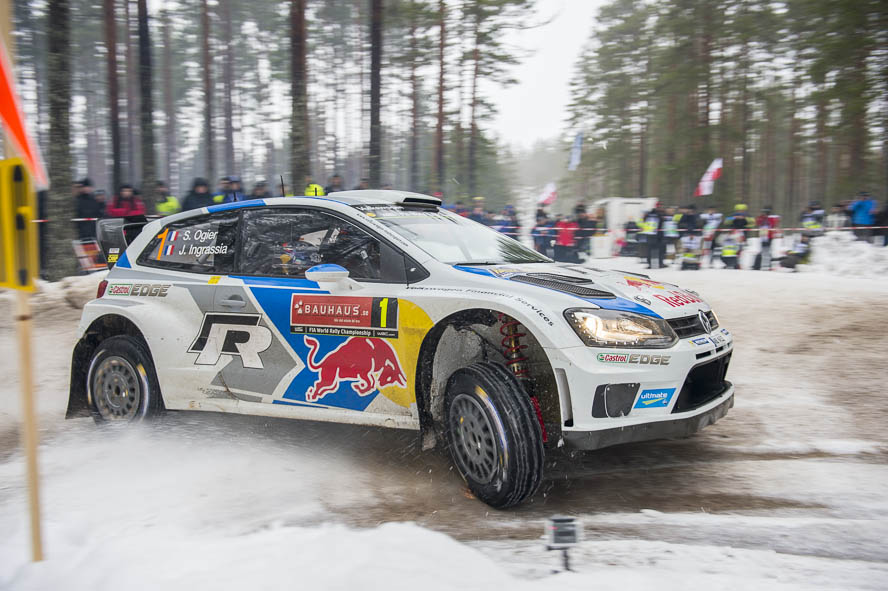
Sébastien Ogier au Rallye de Suède 2014.

Durant le Rallye de Suède, Ogier percute un mur de neige alors qu'il occupait la tête de la course. Alors 20e au classement, il persévère et parvient à remonter et à terminer le rallye à la 6e place. Il tient sa revanche au Mexique, en prenant la tête dès la première étape et en creusant irrémédiablement son avance pour finir largement devant ses poursuivants. Également vainqueur de la Power Stage, il repasse en tête du championnat du monde devant Latvala.
Sébastien Ogier se détache de son coéquipier et rival pour le titre lors du rallye suivant, au Portugal. Il y signe une nouvelle victoire doublée du maximum de points dans la Power Stage, alors que Latvala sort de la route. Le Rallye du Portugal est, à l'époque, celui sur lequel Ogier possède le plus beau palmarès avec déjà quatre victoires ! À l'inverse, le Rallye d'Argentine est l'un des deux seuls de la saison (avec le Rallye de Pologne) qu'il n'a jamais remporté. Disputé dans des conditions très complexes, il lui vaut une deuxième place doublée de la victoire de la Power Stage.

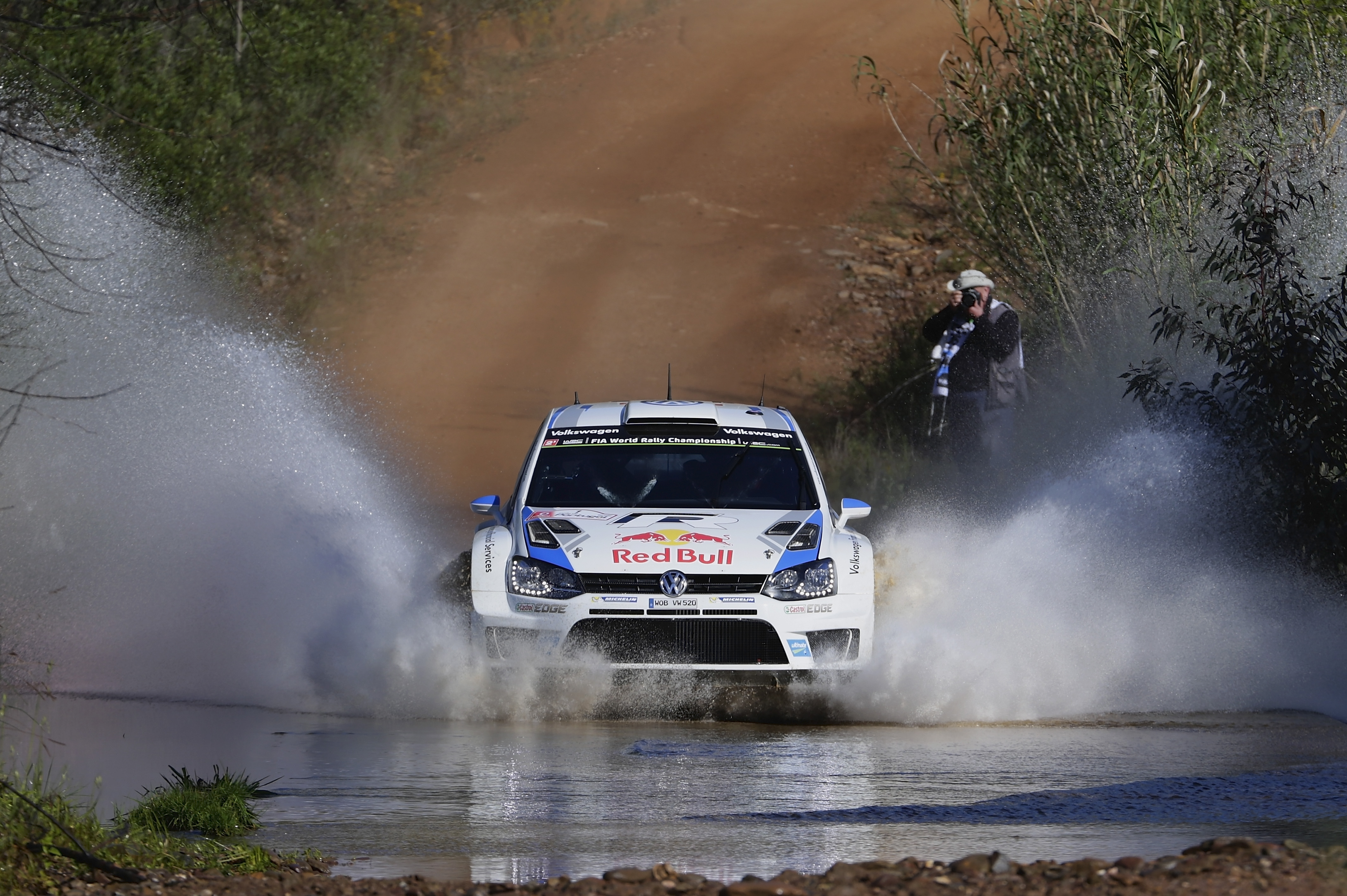
Ogier en 2014 au Portugal.

Il retrouve le chemin de la victoire en Sardaigne, malgré une première étape rendue compliquée par sa position d'ouvreur (statut de leader du championnat oblige) sur des routes très sablonneuses. Nouveau doublé rallye - Power Stage en Pologne, où son avance au championnat atteint les 50 points. En Finlande, face à un Latvala transcendé, Ogier marque les points de la deuxième place et, une nouvelle fois, du meilleur temps sur la Power Stage. L'écart au championnat est inchangé après la manche suivante, le Rallye d'Allemagne, où Ogier et Latvala abandonnent tous deux sur sortie de route. Volkswagen a néanmoins la certitude que le titre pilotes ira à l'un de ses pilotes (Ogier, Latvala ou Mikkelsen).
En Australie, Sébastien Ogier fait son retour sur la plus haute marche du podium tandis que Volkswagen remporte le titre Constructeurs. Une première chance d'être titré se présente au Rallye de France-Alsace, mais le pilote français perd tout espoir dès la deuxième spéciale, retardé par un capteur de boîte de vitesses défaillant, puis par une pénalité pour pointage anticipé. Il met toutefois un point d'honneur à remporter les trois points bonus de la Power Stage.
Deuxième balle de match en Catalogne et cette fois c'est la délivrance ! Sébastien Ogier et Julien Ingrassia remportent leur deuxième titre avec l'art et la manière, en s'imposant ! Ogier est le huitième détenteur de deux titres de champion du monde des rallyes, le cinquième à les enchaîner consécutivement. Quant à Ingrassia, il est le seul copilote français doublement titré en WRC.
Il termine la saison en beauté en remportant le dernier rallye de la saison en Grande-Bretagne. Avec 8 victoires, 10 podiums et 94 victoires de spéciales, Sébastien Ogier affiche 49 points d'avance sur Jari-Matti Latvala au championnat.
Au même titre que celui des autres pilotes de l'équipe, son contrat avec Volkswagen est reconduit.

##### 2015: Les succès se poursuivent
| - Sébastien Ogier durant le Rallye de Sardaigne 2015... - ...et durant le rallye d'Australie la même année. |

Toujours associé à Julien Ingrassia au sein de l'équipe Volkswagen Motorsport, Sébastien Ogier commence la saison 2015 par une victoire au Rallye Monte-Carlo. La nouvelle version de la Polo R WRC ne déçoit pas et l'équipage champion du monde non plus, malgré la concurrence de Sébastien Loeb, revenu pour un one-shot.
Ogier poursuit sur sa lancée en Suède, où il s'impose à nouveau au terme d'une bagarre incessante. C'est dans la toute dernière spéciale qu'il apprend sa victoire, alors que son dernier rival, Andreas Mikkelsen, part à la faute. Trois sur trois : le Français signe un hat-trick en remportant le Rallye du Mexique. Il s'agit de sa cinquième victoire consécutive depuis le Rallye de Catalogne 2014 et de la troisième consécutive qu'il décroche sur cette épreuve, qu'il apprécie particulièrement.
En Argentine la chance tourne et des problèmes mécaniques le poussent à l'abandon. Il termine finalement à la 17e place et y ajoute les trois points bonus de la Power Stage. Il remporte à nouveau cet exercice lors du rallye suivant, au Portugal, tandis qu'il monte sur la deuxième marche du podium. Outre le désavantageux balayage qu'il doit opérer sur un sol très sablonneux, le Français perd du temps avec une crevaison, avant de réaliser une impressionnante remontée. Il termine à 8,2 secondes du vainqueur et conforte sa première place au championnat du monde.
Ogier parvient à renouer avec la victoire en Italie. Longtemps devancé par le Néo-Zélandais Hayden Paddon, qui réalise en Sardaigne sa plus belle performance jusque-là, Ogier finit par s'imposer le troisième jour et remporte une nouvelle fois les trois points de la Power Stage. Il confirme en Pologne où il signe à nouveau le doublé victoire - Power Stage. En Finlande, il s'incline face à son coéquipier Jari-Matti Latvala tout en remportant une nouvelle fois (la 7e consécutive !) la Power Stage. Ogier parvient à nouveau à s'imposer en Allemagne, offrant ainsi à Volkswagen sa première victoire à domicile. L'équipe allemande réalise même un triplé grâce aux bonnes performances de Latvala et Mikkelsen.
Autre délivrance en Australie, trois semaines plus tard : Sébastien Ogier et Julien Ingrassia remportent l'épreuve, au terme d'une intense bagarre sur des routes sablonneuses. Une fois passés en tête, ils gagnent toutes les spéciales et vont décrocher leur 31e victoire en rallye, mais aussi leur 3e titre de champions du monde. Dans le même temps, Volkswagen Motorsport décroche le titre Constructeurs.
Durant le Tour de Corse, Ogier est victime d'une casse de sa boîte de vitesses à la fin de la première journée. Malgré une pénalité de 10 min le reléguant à la 55e place, il parvint tout de même à se hisser à la 12e place du classement final, remportant encore trois spéciales, dont la Power Stage.
Ogier mène ensuite le Rallye de Catalogne pendant les deux dernières journées, mais il part à la faute durant l'ultime ES, la Power Stage, et doit abandonner après avoir percuté violemment une glissière de sécurité. L'équipage Ogier-Ingrassia est indemne. La saison se termine par une épreuve pluvieuse, au Pays de Galles, où les Français s'imposent. Ils dédient leur victoire aux victimes des attentats du 13 novembre à Paris, survenus pendant le week-end du rallye.

##### 2016: La passe de quatre

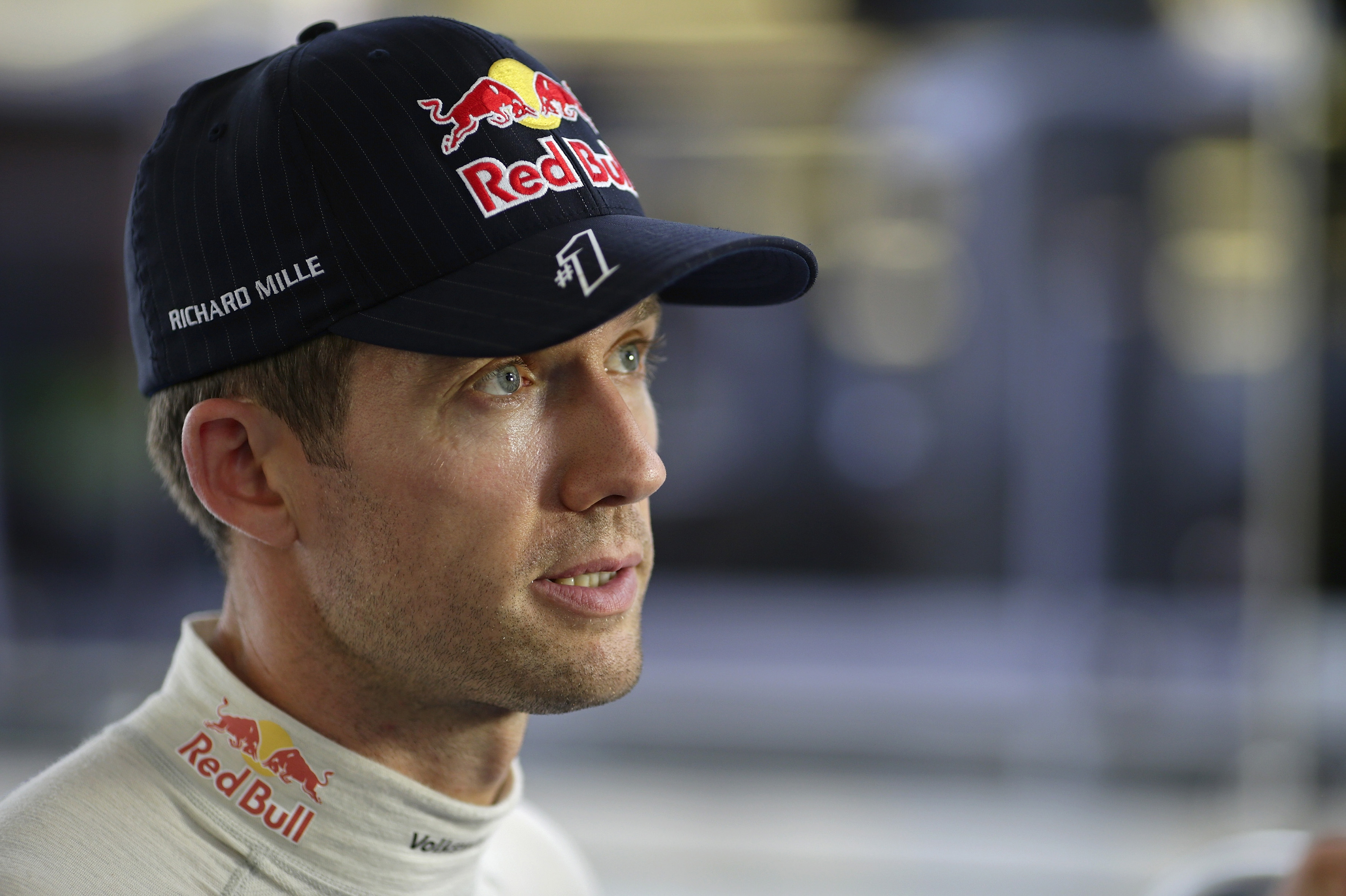
Sébastien Ogier au Rallye de Finlande 2016.

Toujours associé à Julien Ingrassia au sein de l'équipe Volkswagen Motorsport pour la quatrième année consécutive, Sébastien Ogier commence la saison 2016 par une victoire, la troisième d'affilée au Rallye Monte-Carlo. Puis il remporte le Rallye de Suède, raccourci faute de neige.
Lors de la manche suivante, au Mexique, Ogier retrouve le désavantage de devoir balayer des routes très poussiéreuses, mais termine à la deuxième place derrière Latvala, tout en remportant sa troisième Power Stage en autant de rallyes. Sa première place du championnat le pénalisera également en Argentine, où il finit aussi à la seconde place, ainsi qu'au Portugal et en Sardaigne, où il termine par deux fois à la troisième place tout en remportant la Power Stage. Le Rallye de Pologne est plus difficile encore et se solde par une 6e place, avant qu'une petite erreur en Finlande ne pénalise lourdement l'équipage, qui termine la course hors des points.
La spirale victorieuse est relancée en Allemagne, sur les terres de Volkswagen. Premier rallye 100% asphalte de la saison, il est remporté pour la deuxième année de suite par les champions du monde en titre, qui ont su gérer des conditions de route très changeantes. Ogier enchaîne en Corse avec une nouvelle victoire au terme d'un rallye dominé du début à la fin. Lors du rallye suivant, en Espagne, il monte une nouvelle fois sur la première marche du podium et est sacré champion du monde pour la quatrième fois consécutive, ne pouvant plus être rattrapé au classement général. Sa victoire au Rallye de Grande-Bretagne offre le titre constructeurs à Volkswagen, et ce également pour la quatrième année consécutive.
Dans les jours qui suivent, Volkswagen annonce son retrait du WRC alors que la future Polo était prête, laissant Sébastien Ogier et ses équipiers sans volant pour 2017.
Il achève sa collaboration avec le constructeur allemand par une deuxième place en Australie après avoir bataillé avec son équipier Andreas Mikkelsen, qui conclut l'aventure Volkswagen en WRC par une ultime victoire de prestige.

#### Nouveau challenge gagnant chez M-Sport (2017-2018)

##### 2017: Grande régularité et5etitre à la clé
| - Sébastien Ogier durant le Rallye du Portugal 2017... - ...et durant le Rallye d'Australie 2017. |

Un peu plus d'un mois après avoir achevé l'aventure avec Volkswagen, Sébastien Ogier est annoncé dans l'équipe M-Sport pour la saison 2017. Il dispose de la nouvelle Ford Fiesta WRC. Ott Tänak et Elfyn Evans sont confirmés à ses côtés, bien qu'avec des livrées différentes puisque la voiture du duo Ogier-Ingrassia est sponsorisée par Red Bull.
Le Monte-Carlo, premier rendez-vous de la saison, est d'abord dominé par Thierry Neuville tandis que Sébastien Ogier perd rapidement une quarantaine de secondes dans un fossé. Le pilote M-Sport parvient à revenir sur le podium provisoire en devançant son équipier Ott Tänak et profite d'une erreur commise par Neuville pour prendre la tête du rallye à la fin de la seconde journée. Il contrôle le lendemain et remporte une 39e victoire en WRC, la quatrième au Monte-Carlo en WRC (la 5e avec trois constructeurs différents, en comptant celle de 2009 qui comptait alors pour l'IRC), et la première de M-Sport depuis le Rallye de Grande-Bretagne 2012.
La suite de la saison est faite de hauts et de bas, avec un total de deux victoires et moins de scratches que par le passé, mais neuf podiums qui lui permettent d'engranger de précieux points. Cette deuxième victoire, c'est au Portugal que Sébastien Ogier la décroche, égalant ainsi le record de cinq succès de Markku Alén sur ce rallye et atteignant par la même occasion le cap des 40 victoires WRC.
La régularité de ses résultats lui permet de remporter le titre, le cinquième consécutif qu'il obtient en WRC, lors du Rallye de Grande-Bretagne. L'exploit est de taille pour l'équipage, qui s'impose avec une structure privée en dépit de moyens limités et d'une préparation très courte avant le lancement de la saison, et M-Sport fête son premier sacre chez les pilotes et copilotes, ainsi qu'un troisième titre constructeurs dix ans après le précédent.

##### 2018:6etitre remporté face à une concurrence accrue

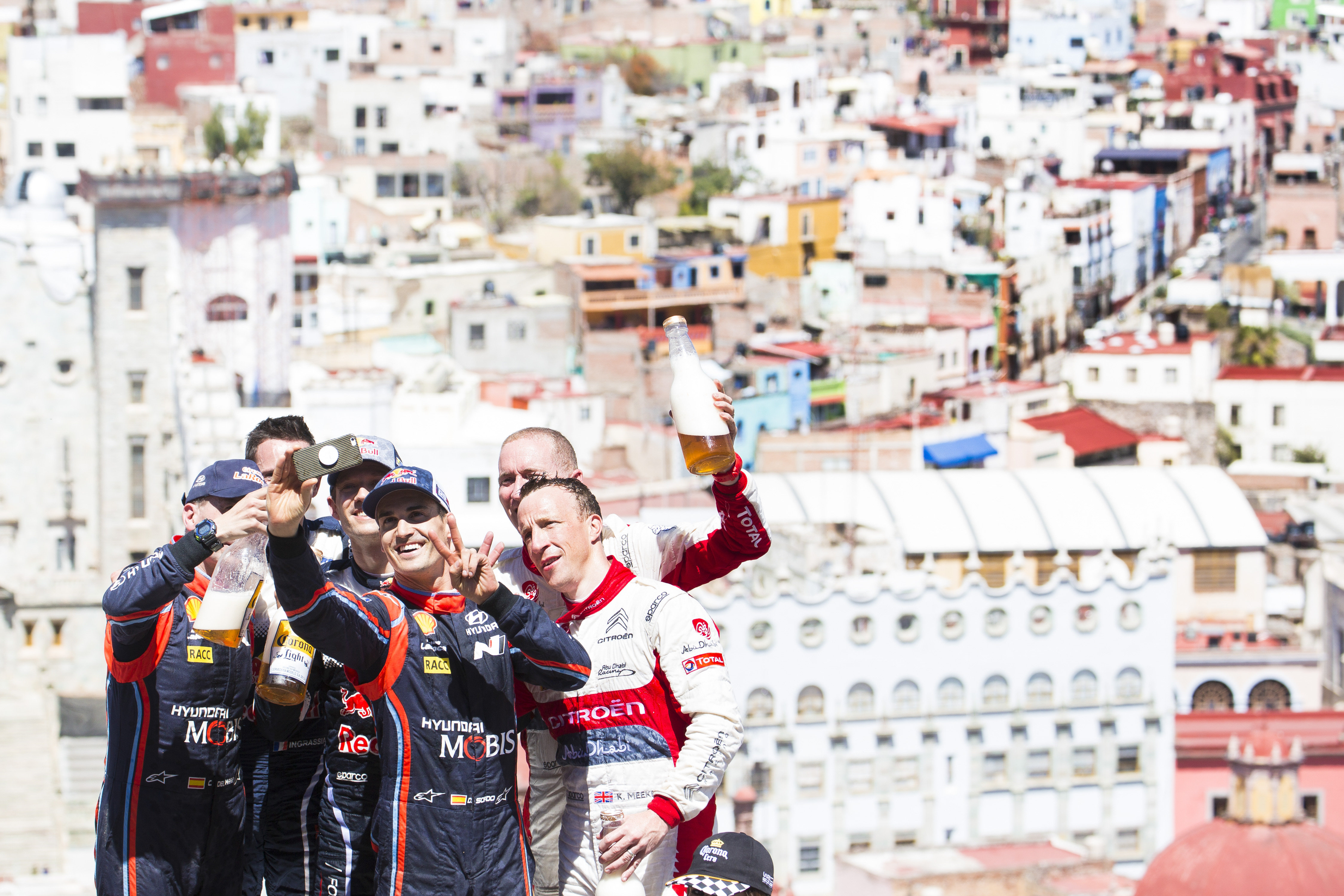
Le podium du Rallye du Mexique 2018.

Sébastien Ogier annonce en décembre 2017 qu'il reste chez M-Sport pour continuer son aventure lors de la saison 2018. Le constructeur Ford annonce quelques semaines plus tard son engagement officiel au sein de la structure britannique au vu des résultats probants obtenus en 2017.
La saison commence à nouveau avec le prestigieux Rallye Monte-Carlo. Malgré un tête-à-queue sur la glace puis un passage dans le fossé, le pilote français s'adjuge l'épreuve avec près d'une minute d'avance sur le deuxième. C'est sa sixième victoire sur ce rallye et la cinquième d'affilée, ce qui constitue un record. La manche suivante en Suède est cependant moins prolifique et frustrante pour le pilote car faisant les frais de sa position d'ouvreur, il ne le termine qu'à la dixième place,, et se fait dépasser par son dauphin de la saison précédente, Thierry Neuville.
Cependant, cela lui permet de ne pas ouvrir la route au Mexique, où il retrouve le nonuple champion du monde Sébastien Loeb. Il parvient à rester proche des premiers lors du début de course, puis progresse au classement, avant de voir les deux premiers crever. Il s'empare de ce fait de la tête du rallye et ne la lâche plus jusqu'à l'arrivée, signant sa deuxième victoire de l'année en trois épreuves et reprenant les rênes du championnat.
Il enchaîne avec un troisième succès, cette fois au Tour de Corse, rallye qu'il a déjà remporté deux ans plus tôt et où il fêtait son titre de champion du monde junior en 2008. À l'attaque le premier jour, il se constitue une solide avance, qu'il gère ensuite pour terminer, et s'impose en ayant mené le rallye de bout en bout.
Les choses se compliquent ensuite pour le Haut-alpin : seulement quatrième en Argentine à la suite des difficultés rencontrées avec le balayage, il perd ensuite gros lors du Rallye du Portugal, où il sort de la route alors que Neuville s'impose et s'empare de la tête du classement général. En Sardaigne, le pilote M-Sport mène à la fin de la deuxième journée, mais voit Neuville le talonner de près durant le reste de l'épreuve, au point que celui-ci finit par l'emporter pour 0,7 seconde.
En Finlande, malgré l'arrivée d'une évolution aérodynamique sur sa Fiesta WRC, Ogier ne peut lutter pour la tête de course, handicapé par sa position de départ et se classe finalement au cinquième rang. Au Rallye d'Allemagne, alors en lutte pour la victoire face à Ott Tanäk, le Gapençais est victime d'une crevaison dans Panzerplatte, le faisant sombrer au classement. Il remonte à la quatrième place au général, mais il accuse encore 22 points de retard sur son rival belge, qui termine deuxième.
Le Rallye de Turquie est encore plus compliqué pour le quintuple champion du monde, qui perd le contrôle de sa Fiesta WRC et se pose contre un arbre lors de la deuxième journée. Revenu en course le dimanche en Rally2, il termine dixième au général avec en prime quatre points glanés dans la Power Stage, mais perd encore une position au championnat pilote, dépassé par Ott Tänak, qui signe alors une troisième victoire consécutive.
Le 28 septembre, Citroën Racing annonce le retour de Sébastien Ogier dans ses rangs à compter de la saison 2019, sept ans après la fin de leur collaboration.
Vient ensuite le Rallye de Grande-Bretagne. Ott Tänak domine une nouvelle fois, mais victime d'un incident mécanique, il laisse Sébastien Ogier et Jari-Matti Latvala batailler pour la victoire. Le Français reprend le commandement lors de l'avant-dernière spéciale pour ne plus le lâcher, signant sa quatrième victoire de la saison et remontant à la deuxième place du championnat à sept points de Neuville. Le succès n’est pas au rendez-vous lors du Rallye de Catalogne qui suit, remporté par Sébastien Loeb, mais les deuxièmes places dans la Power stage et au classement de l'épreuve conjuguées aux arrivées hors du podium de ses concurrents font que le Gapençais reprend la tête du championnat avec trois points d'avance sur Neuville.
Le titre se joue au Rallye d'Australie qui clôt la saison. Ouvrant la route sur ce rallye où le balayage est important, Ogier est rapidement distancé et pointe 7e vendredi soir et 6e le lendemain soir. Neuville est derrière lui mais Tänak mène l'épreuve. Cependant, ces derniers partent à la faute lors de la dernière journée pluvieuse de l'épreuve. Sébastien Ogier et Julien Ingrassia concluent le rallye à la cinquième place, mais surtout, ils sont sacrés champions du monde pour la sixième fois consécutive, alors qu'ils étaient 3e au championnat avec 23 points de retard sur Neuville après le Rallye de Turquie.

#### Retour chez Citroën (2019)

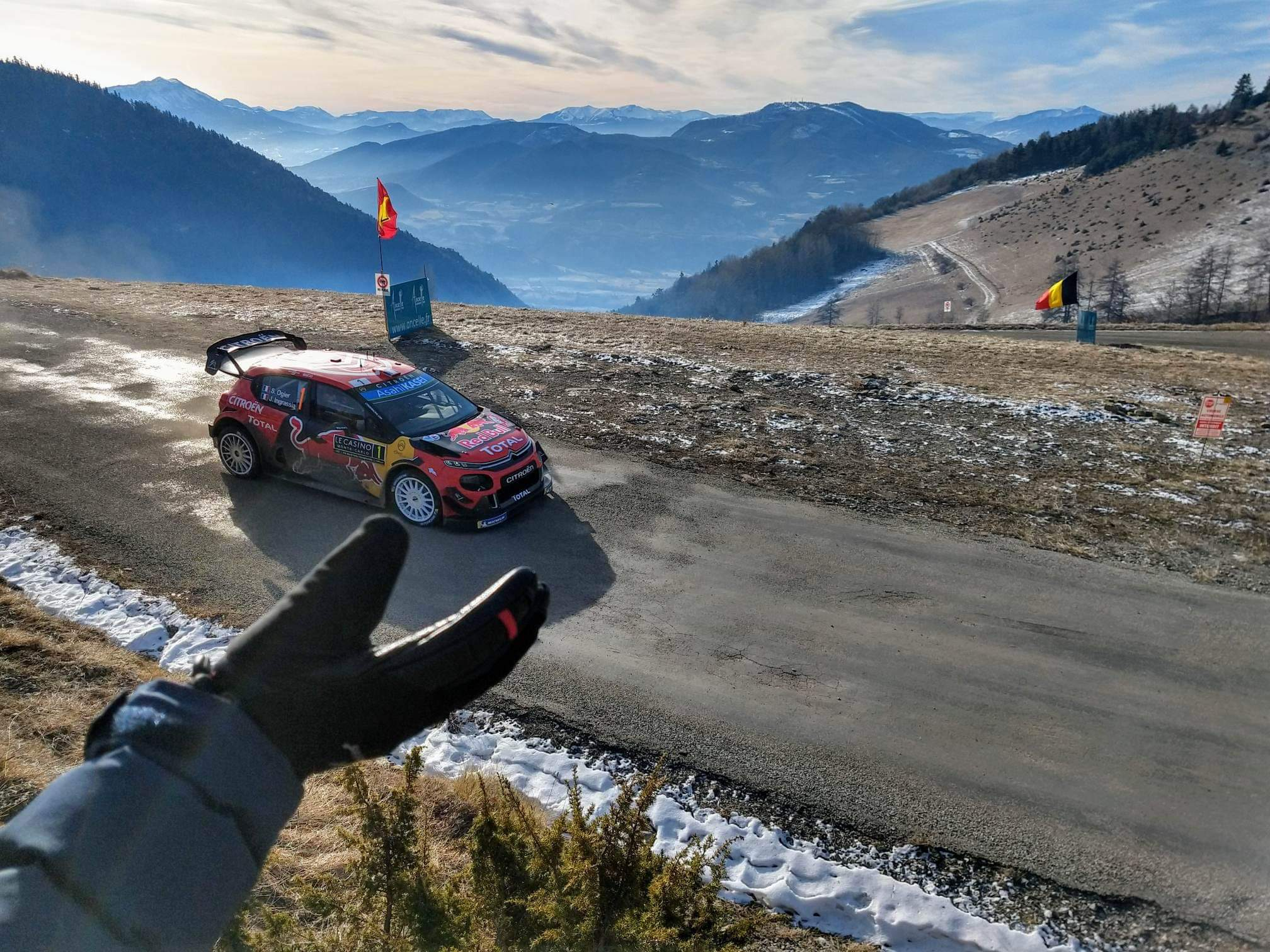
Sébastien Ogier durant son Rallye Monte-Carlo victorieux en 2019.

De retour chez Citroën pour la saison 2019, il débute celle-ci pour la sixième fois consécutive par une victoire au Rallye Monte-Carlo, sa septième dans l'épreuve, le Gapençais égalant ainsi le record de Sébastien Loeb. Ce succès est acquis au terme d'un duel intense avec Thierry Neuville, l’écart à l'arrivée n'étant que de 2,2 secondes, le plus faible de l'histoire de l’épreuve.
S'ensuit un Rallye de Suède plus compliqué, où Ogier perd du temps à cause de sa position d'ouvreur et part à la faute. Troisième au championnat en arrivant au Mexique, il réalise un carton plein sur le premier rallye terre de la saison en remportant la victoire et en signant le scratch dans la Power Stage, engrangeant le maximum de points possibles avec 30 unités.
Au volant de la C3, Ogier s'impose encore en Turquie, une troisième victoire à laquelle s'ajoutent deux secondes places et trois troisièmes places au volant d'une voiture semblant manquer de performance. Troisième au terme d'une saison faite de haut et de bas, Ogier décide de rompre son contrat avec Citroën et il s’engage chez Toyota Gazoo Racing pour la saison 2020 de WRC.

#### Toyota: un troisième constructeur au palmarès (2020-)

##### 2020: Nouveau défi réussi

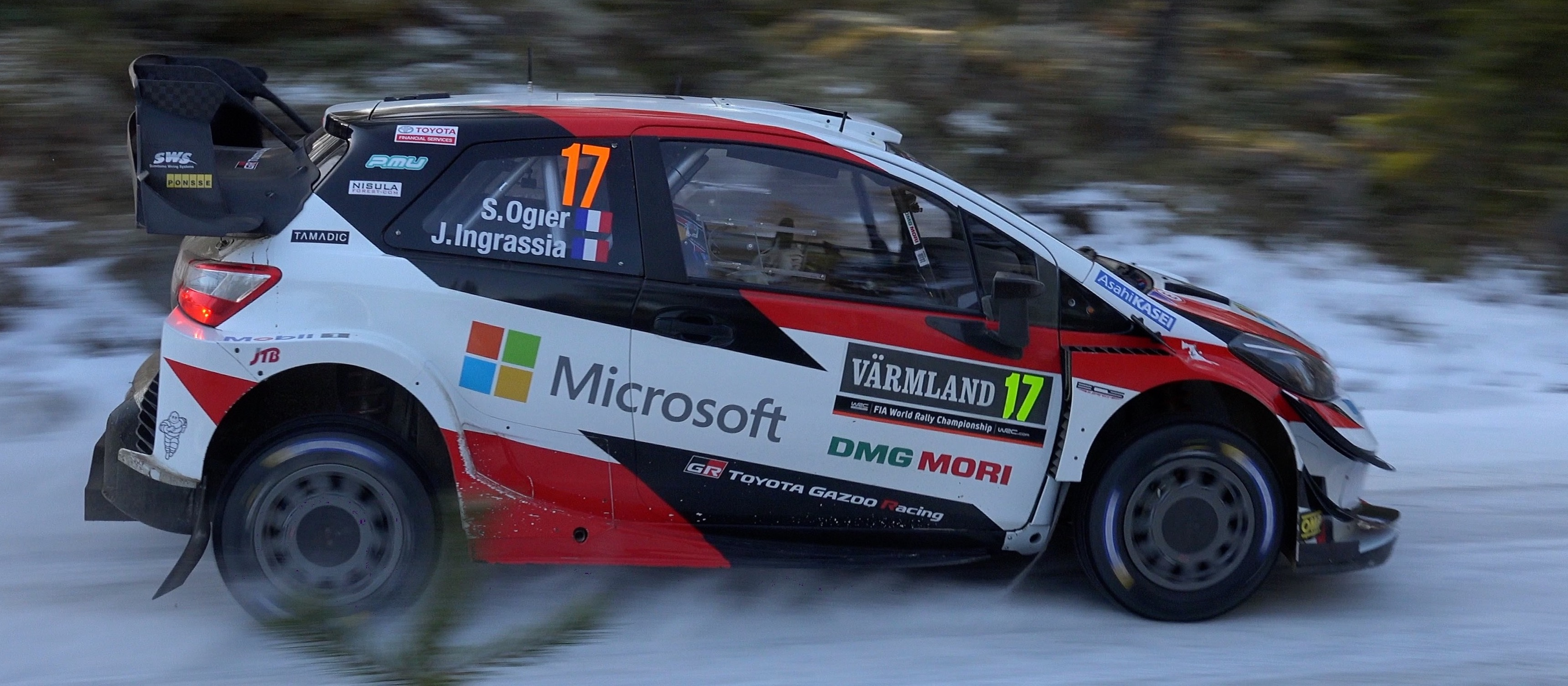
Sébastien Ogier au Rallye de Suède 2020.

Passé sur la Toyota Yaris WRC (en), Sébastien Ogier est battu au Rallye Monte-Carlo pour la première fois en six ans, après une lutte serrée face à Thierry Neuville, finalement vainqueur, et Elfyn Evans. Il signe sa première victoire au sein de sa nouvelle équipe sur une autre de ses épreuves fétiches, le Rallye du Mexique, disputé début mars alors que la pandémie de Covid-19 commence à éclater. L'épreuve est écourtée et le championnat entre alors dans une pause forcée de six mois.
À la reprise, le WRC découvre de nouveaux rallyes, à commencer par l'Estonie. Alors qu'Ott Tänak domine à domicile, Sébastien Ogier paye une mauvaise orientation dans ses réglages et quelques soucis liés aux pneus mais parvient à atteindre le podium et à se maintenir en tête du championnat. Des soucis techniques en Turquie lui font perdre cette première place au profit de son coéquipier, Elfyn Evans, qui s'impose. Le Français lui reprend quelques points en Sardaigne en se classant troisième, vainqueur de six des dix spéciales au programme et passé à seulement une seconde de la deuxième place.
Autre épreuve inédite en WRC, le Rallye de Monza clôt une saison écourtée par la crise sanitaire et permet à Sébastien Ogier de signer une deuxième victoire au volant de la Yaris WRC, alors qu'Elfyn Evans se fait piéger dans les montagnes attenantes au circuit italien. Le Français décroche ainsi son septième titre de champion du monde et ajoute un troisième constructeur (après Volkswagen et Ford) à sa liste de sacres, exploit seulement réalisé par Juha Kankkunen par le passé (mais avec quatre titres pour le Finlandais).
La saison 2020 ayant été fortement chamboulée par le Covid-19, Sébastien Ogier décide de se réengager pour une dernière année en 2021.

##### 2021: Dernier titre en WRC
Sébastien Ogier entame la saison 2021 par une septième victoire au Rallye Monte-Carlo, la 50e de sa carrière en WRC. Bien plus en difficulté le mois suivant sur la neige du Rallye Arctique, en Finlande, il se bâtit néanmoins une solide avance au championnat durant la première moitié de la saison, avec un podium au Portugal et des succès en Croatie, en Italie, puis lors de sa première participation au légendaire Rallye Safari, au Kenya, 20e rallye différent accroché à son palmarès.
La seconde moitié du championnat est plus compliquée, du fait de sa première place l'obligeant à ouvrir la route sur des épreuves où cela se révèle pénalisant, ou encore à quelques tâtonnements dans les réglages de sa voiture. Avec malgré tout un autre podium en Grèce, il arrive en position favorable sur le dernier rallye de la saison, à Monza, où il va chercher une nouvelle victoire et vient à nouveau à bout de son coéquipier Elfyn Evans pour remporter son huitième titre.
Sébastien Ogier avait annoncé son intention de mettre un terme à sa carrière à temps plein en WRC à l'issue de cette saison 2021, faisant de ce huitième titre son dernier dans la discipline bien qu'il ait choisi de rester impliqué en disputant certaines épreuves de la saison 2022. Julien Ingrassia a quant à lui choisi de raccrocher après cette dernière saison complète et c'est donc sur un 54e succès en commun que le duo met fin à sa collaboration.

##### Depuis 2022: Saisons partielles
À partir de la saison 2022, Sébastien Ogier souhaite passer plus de temps en famille et choisit ainsi de s'engager sur un programme partiel en WRC, toujours avec Toyota. Cette première année, il ne dispute que six rallyes. En parallèle, il se tourne vers l'endurance afin d'apprendre une nouvelle discipline et de découvrir en particulier les 24 Heures du Mans.
Souvent en bagarre aux avant-postes, il ne décroche qu'une seule victoire en 2022. Le succès lui échappe de peu lors du Rallye Monte-Carlo qu'il termine 2e en ayant perdu les commandes à la suite d'une crevaison dans l'avant-dernière spéciale. Il s'agit tout de même du premier podium avec son nouveau copilote, Benjamin Veillas, qui a pris la suite de Julien Ingrassia, retraité de la compétition après leur titre de 2021.
Des crevaisons l'écartent de la victoire au Portugal puis au Kenya. Il retrouve ensuite le Rallye de Nouvelle-Zélande qu'il n'a plus disputé depuis 2010, année où il avait bien failli y décrocher sa première victoire WRC. Cette fois, il le termine 2e. Son compteur se débloque enfin lors du Rallye de Catalogne, où il décroche sa première victoire en association avec Benjamin Veillas, la première aussi sans Julien Ingrassia à ses côtés. Pour terminer la saison au Rallye du Japon, il accueille cependant un nouveau copilote en la personne de Vincent Landais, précédemment associé à Pierre-Louis Loubet. Ensemble, ils obtiennent la 4e place de ce dernier rallye asphalte de la saison.

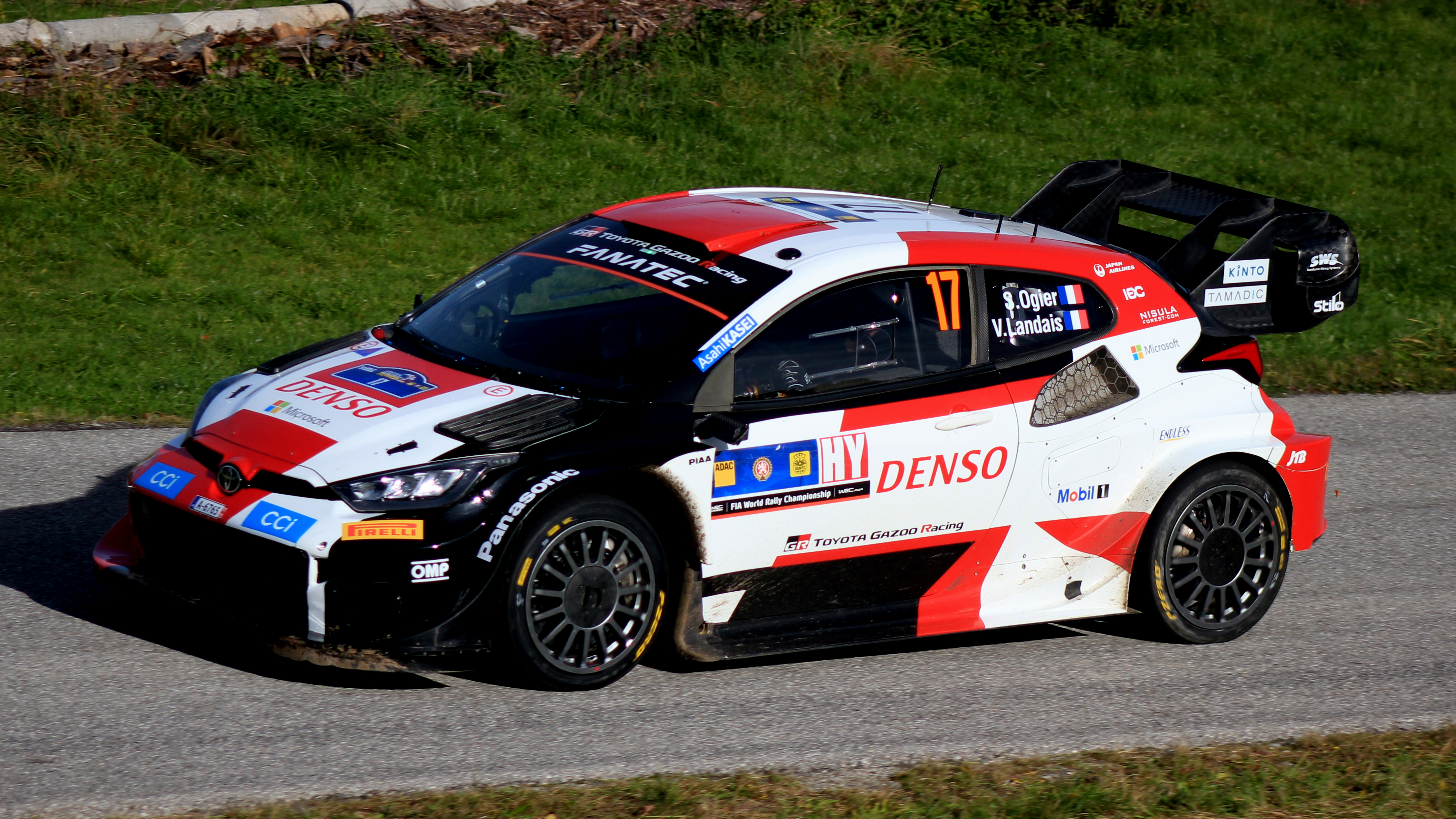
Sébastien Ogier au Rallye d'Europe centrale 2023.

Cette association avec Vincent Landais dès le dernier rallye de 2022 aura été une bonne préparation en vue de la saison 2023, que Sébastien Ogier dispute toujours sur la base d'un programme partiel. Cela débute par le Rallye Monte-Carlo, avec une revanche à prendre après la victoire envolée de 2022. Il se forge une belle avance dès la première journée, ce qui lui permet ensuite de doser son attaque et de s'adjuger l'épreuve le dimanche : il s'agit de sa 9e victoire dans l'absolu sur ce rallye et la 8e en WRC. Après Julien Ingrassia et Benjamin Veillas, c'est donc un troisième copilote qui rejoint le palmarès de ses victoires.
Ensemble, Sébastien Ogier et Vincent Landais gagnent encore au Mexique et au Kenya, sur un total de huit rallyes disputés en 2023. Ils poursuivent ce programme à temps partiel en 2024, avec d'abord une deuxième place au Monte-Carlo au terme d'un week-end empreint d'émotion pour le pilote français, qui vient de perdre son oncle, celui qui lui avait offert son premier karting étant enfant. De retour en Croatie trois mois plus tard, il s'impose au terme d'un rallye serré, alors que Thierry Neuville et Elfyn Evans partent à la faute le dernier jour. Il s'agit pour Sébastien Ogier d'un 100e podium en WRC et de sa 59e victoire.[réf. souhaitée]

### Carrière en endurance

Sébastien Ogier au 24h du Mans 2022.

Après avoir eu l'opportunité de tester la Toyota TS050 Hybrid sur le simulateur de l'écurie Toyota Gazoo Racing, Sébastien Ogier renforce son projet de participer aux 24 Heures du Mans en prenant part en novembre 2021 au Rookie Test du championnat du monde d'endurance dans le cadre des 8 Heures de Bahreïn. Durant cette journée d'essais destinée aux pilotes débutants, il pilote la Toyota GR010 Hybrid sur le Circuit international de Sakhir. Puis il retrouve cette voiture en janvier 2022, mais cette fois ci sur le Circuit Motorland Aragon.
Son programme en endurance se précise quelques jours plus tard lorsque l'écurie française Richard Mille Racing Team annonce l'équipage de son Oreca 07 no 1 pour débuter la saison 2022 dans la catégorie LMP2. Sébastien Ogier lance ainsi sa carrière en faisant équipe avec Charles Milesi et Lilou Wadoux. Il dispute les trois premières épreuves de la saison, avec en point d'orgue une première participation aux 24H du Mans. Il voit l'arrivée de l'épreuve, l'équipage qu'il forme avec Wadoux et Milesi terminant 13e au classement général et 9e en LMP2.[réf. souhaitée]

## Palmarès en rallye

### Titres
- Lauréat Rallye Jeunes 2005
- Titres acquis par Sébastien Ogier : (toutes compétitions confondues)

| Saison                      | Titre                                    | Voiture                     |
| Copilote : Julien Ingrassia | Copilote : Julien Ingrassia              | Copilote : Julien Ingrassia |
| --------------------------- | ---------------------------------------- | --------------------------- |
| 2007                        | Vainqueur de la coupe 206 (1)            | Peugeot 206                 |
| 2008                        | Champion du monde des rallyes junior (1) | Citroën C2 S1600            |
| 2013                        | Champion du monde des rallyes (8)        | Volkswagen Polo R WRC       |
| 2014                        | Champion du monde des rallyes (8)        | Volkswagen Polo R WRC       |
| 2015                        | Champion du monde des rallyes (8)        | Volkswagen Polo R WRC       |
| 2016                        | Champion du monde des rallyes (8)        | Volkswagen Polo R WRC       |
| 2017                        | Champion du monde des rallyes (8)        | Ford Fiesta WRC             |
| 2018                        | Champion du monde des rallyes (8)        | Ford Fiesta WRC             |
| 2020                        | Champion du monde des rallyes (8)        | Toyota Yaris WRC (en)       |
| 2021                        | Champion du monde des rallyes (8)        | Toyota Yaris WRC (en)       |

### Victoires en championnat du monde des rallyes

#### Victoires en championnat du monde des rallyes Junior
| #                           | Saison                      | Rallye                      | Pays                        | Voiture                     |
| Copilote : Julien Ingrassia | Copilote : Julien Ingrassia | Copilote : Julien Ingrassia | Copilote : Julien Ingrassia | Copilote : Julien Ingrassia |
| --------------------------- | --------------------------- | --------------------------- | --------------------------- | --------------------------- |
| 1                           | 2008                        | 22e Rallye du Mexique       | Mexique                     | Citroën C2 S1600            |
| 2                           | 2008                        | 26e Rallye de Jordanie      | Jordanie                    | Citroën C2 S1600            |
| 3                           | 2008                        | 27e Rallye d'Allemagne      | Allemagne                   | Citroën C2 S1600            |

#### Victoires WRC

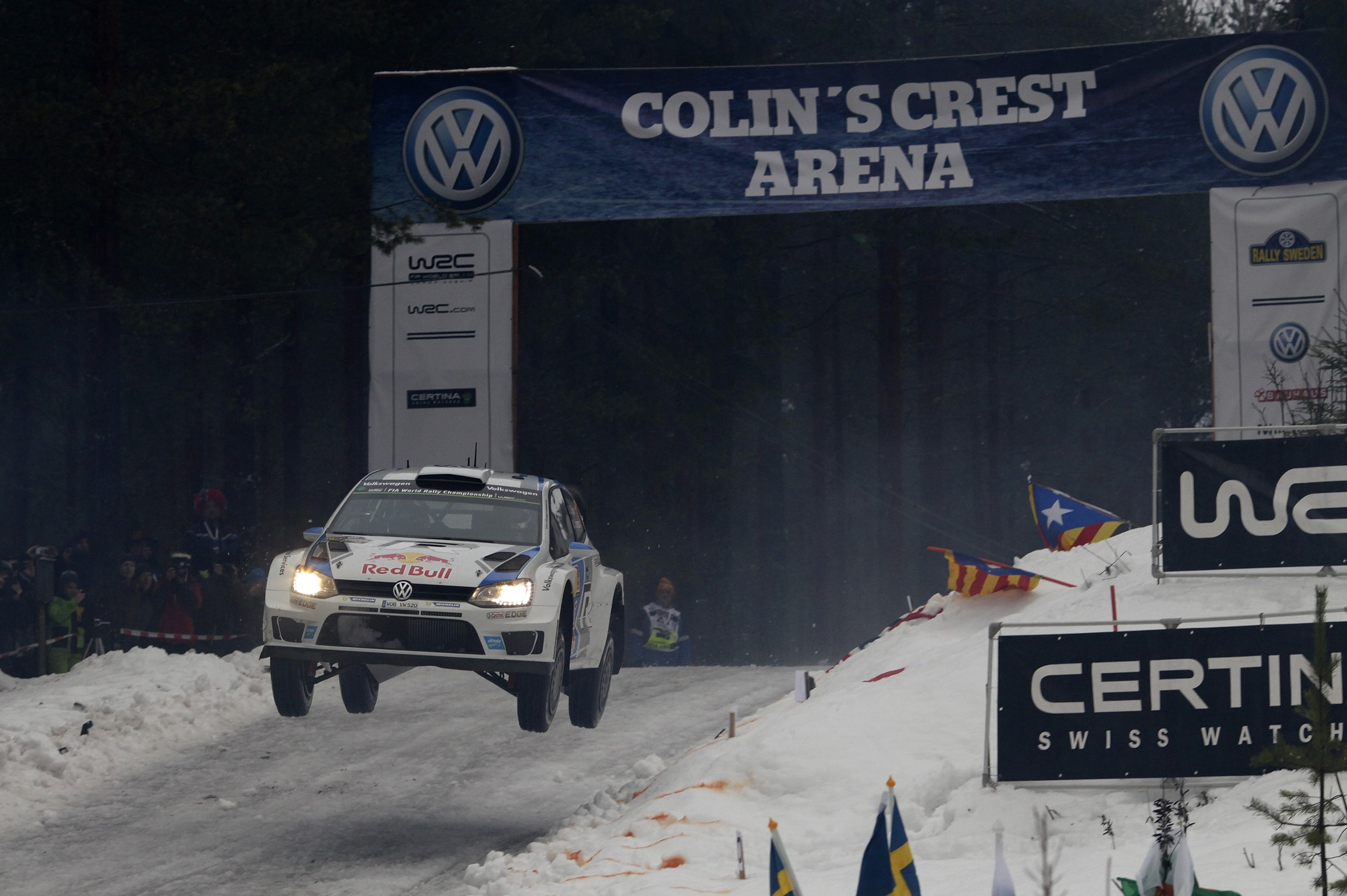
Ogier dans Colin's Crest au Rallye de Suède (2014).

| #                           | Saison                      | Rallye                            | Pays                        | Voiture                     |
| Copilote : Julien Ingrassia | Copilote : Julien Ingrassia | Copilote : Julien Ingrassia       | Copilote : Julien Ingrassia | Copilote : Julien Ingrassia |
| --------------------------- | --------------------------- | --------------------------------- | --------------------------- | --------------------------- |
| 1                           | 2010                        | 44e Rallye du Portugal            | Portugal                    | Citroën C4 WRC              |
| 2                           | 2010                        | 09e Rallye du Japon               | Japon                       | Citroën C4 WRC              |
| 3                           | 2011                        | 45e Rallye du Portugal            | Portugal                    | Citroën DS3 WRC             |
| 4                           | 2011                        | 03e Rallye de Jordanie            | Jordanie                    | Citroën DS3 WRC             |
| 5                           | 2011                        | 57e Rallye de l'Acropole          | Grèce                       | Citroën DS3 WRC             |
| 6                           | 2011                        | 29e Rallye d'Allemagne            | Allemagne                   | Citroën DS3 WRC             |
| 7                           | 2011                        | 02e Rallye d'Alsace               | France                      | Citroën DS3 WRC             |
| 8                           | 2013                        | 61e Rallye de Suède               | Suède                       | Volkswagen Polo R WRC       |
| 9                           | 2013                        | 27e Rallye du Mexique             | Mexique                     | Volkswagen Polo R WRC       |
| 10                          | 2013                        | 47e Rallye du Portugal            | Portugal                    | Volkswagen Polo R WRC       |
| 11                          | 2013                        | 10e Rallye de Sardaigne           | Italie                      | Volkswagen Polo R WRC       |
| 12                          | 2013                        | 63e Rallye de Finlande            | Finlande                    | Volkswagen Polo R WRC       |
| 13                          | 2013                        | 22e Rallye d'Australie            | Australie                   | Volkswagen Polo R WRC       |
| 14                          | 2013                        | 04e Rallye d'Alsace               | France                      | Volkswagen Polo R WRC       |
| 15                          | 2013                        | 49e Rallye de Catalogne           | Espagne                     | Volkswagen Polo R WRC       |
| 16                          | 2013                        | 69e Rallye de Grande-Bretagne     | Royaume-Uni                 | Volkswagen Polo R WRC       |
| 17                          | 2014                        | 82e Rallye automobile Monte-Carlo | Monaco                      | Volkswagen Polo R WRC       |
| 18                          | 2014                        | 28e Rallye du Mexique             | Mexique                     | Volkswagen Polo R WRC       |
| 19                          | 2014                        | 48e Rallye du Portugal            | Portugal                    | Volkswagen Polo R WRC       |
| 20                          | 2014                        | 11e Rallye de Sardaigne           | Italie                      | Volkswagen Polo R WRC       |
| 21                          | 2014                        | 11e Rallye de Pologne             | Pologne                     | Volkswagen Polo R WRC       |
| 22                          | 2014                        | 23e Rallye d'Australie            | Australie                   | Volkswagen Polo R WRC       |
| 23                          | 2014                        | 50e Rallye de Catalogne           | Espagne                     | Volkswagen Polo R WRC       |
| 24                          | 2014                        | 70e Rallye de Grande-Bretagne     | Royaume-Uni                 | Volkswagen Polo R WRC       |
| 25                          | 2015                        | 83e Rallye automobile Monte-Carlo | Monaco                      | Volkswagen Polo R WRC       |
| 26                          | 2015                        | 63e Rallye de Suède               | Suède                       | Volkswagen Polo R WRC       |
| 27                          | 2015                        | 29e Rallye du Mexique             | Mexique                     | Volkswagen Polo R WRC       |
| 28                          | 2015                        | 12e Rallye de Sardaigne           | Italie                      | Volkswagen Polo R WRC       |
| 29                          | 2015                        | 12e Rallye de Pologne             | Pologne                     | Volkswagen Polo R WRC       |
| 30                          | 2015                        | 33e Rallye d'Allemagne            | Allemagne                   | Volkswagen Polo R WRC       |
| 31                          | 2015                        | 24e Rallye d'Australie            | Australie                   | Volkswagen Polo R WRC       |
| 32                          | 2015                        | 71e Rallye de Grande-Bretagne     | Royaume-Uni                 | Volkswagen Polo R WRC       |
| 33                          | 2016                        | 84e Rallye automobile Monte-Carlo | Monaco                      | Volkswagen Polo R WRC       |
| 34                          | 2016                        | 64e Rallye de Suède               | Suède                       | Volkswagen Polo R WRC       |
| 35                          | 2016                        | 34e Rallye d'Allemagne            | Allemagne                   | Volkswagen Polo R WRC       |
| 36                          | 2016                        | 60e Tour de Corse                 | France                      | Volkswagen Polo R WRC       |
| 37                          | 2016                        | 52e Rallye de Catalogne           | Espagne                     | Volkswagen Polo R WRC       |
| 38                          | 2016                        | 72e Rallye de Grande-Bretagne     | Royaume-Uni                 | Volkswagen Polo R WRC       |
| 39                          | 2017                        | 85e Rallye automobile Monte-Carlo | Monaco                      | Ford Fiesta WRC             |
| 40                          | 2017                        | 51e Rallye du Portugal            | Portugal                    | Ford Fiesta WRC             |
| 41                          | 2018                        | 86e Rallye automobile Monte-Carlo | Monaco                      | Ford Fiesta WRC             |
| 42                          | 2018                        | 32e Rallye du Mexique             | Mexique                     | Ford Fiesta WRC             |
| 43                          | 2018                        | 62e Tour de Corse                 | France                      | Ford Fiesta WRC             |
| 44                          | 2018                        | 74e Rallye de Grande-Bretagne     | Royaume-Uni                 | Ford Fiesta WRC             |
| 45                          | 2019                        | 87e Rallye automobile Monte-Carlo | Monaco                      | Citroën C3 WRC              |
| 46                          | 2019                        | 33e Rallye du Mexique             | Mexique                     | Citroën C3 WRC              |
| 47                          | 2019                        | 12e Rallye de Turquie             | Turquie                     | Citroën C3 WRC              |
| 48                          | 2020                        | 34e Rallye du Mexique             | Mexique                     | Toyota Yaris WRC (en)       |
| 49                          | 2020                        | 41e Rallye de Monza               | Italie                      | Toyota Yaris WRC (en)       |
| 50                          | 2021                        | 89e Rallye automobile Monte-Carlo | Monaco                      | Toyota Yaris WRC (en)       |
| 51                          | 2021                        | 45e Rallye de Croatie             | Croatie                     | Toyota Yaris WRC (en)       |
| 52                          | 2021                        | 18e Rallye de Sardaigne           | Italie                      | Toyota Yaris WRC (en)       |
| 53                          | 2021                        | 68e Rallye Safari                 | Kenya                       | Toyota Yaris WRC (en)       |
| 54                          | 2021                        | 42e Rallye de Monza               | Italie                      | Toyota Yaris WRC (en)       |
| Copilote : Benjamin Veillas |                             |                                   |                             |                             |
| 55                          | 2022                        | 57e Rallye de Catalogne           | Espagne                     | Toyota GR Yaris Rally1      |
| Copilote : Vincent Landais  |                             |                                   |                             |                             |
| 56                          | 2023                        | 91e Rallye Monte-Carlo            | Monaco                      | Toyota GR Yaris Rally1      |
| 57                          | 2023                        | 37e Rallye du Mexique             | Mexique                     | Toyota GR Yaris Rally1      |
| 58                          | 2023                        | 70e Rallye Safari                 | Kenya                       | Toyota GR Yaris Rally1      |
| 59                          | 2024                        | 48e Rallye de Croatie             | Croatie                     | Toyota GR Yaris Rally1      |
| 60                          | 2024                        | 57e Rallye du Portugal            | Portugal                    | Toyota GR Yaris Rally1      |
| 61                          | 2024                        | 73e Rallye de Finlande            | Finlande                    | Toyota GR Yaris Rally1      |
| 62                          | 2025                        | 93e Rallye Monte-Carlo            | Monaco                      | Toyota GR Yaris Rally1      |

#### Nombre de victoires WRC par rallye
| 9 victoires                                                              | 7 victoires                                                | 6 victoires                                           | 5 victoires                                            | 4 victoires                                | 3 victoires                         | 2 victoires                        | 1 victoire                |
| ------------------------------------------------------------------------ | ---------------------------------------------------------- | ----------------------------------------------------- | ------------------------------------------------------ | ------------------------------------------ | ----------------------------------- | ---------------------------------- | ------------------------- |
| Rallye Monte-Carlo 2014, 2015, 2016, 2017, 2018, 2019, 2021, 2023, 2025* | Rallye du Mexique 2013, 2014, 2015, 2018, 2019, 2020, 2023 | Rallye du Portugal 2010, 2011, 2013, 2014, 2017, 2024 | Rallye de Grande-Bretagne 2013, 2014, 2015, 2016, 2018 | Rallye de Sardaigne 2013, 2014, 2015, 2021 | Rallye d'Allemagne 2011, 2015, 2016 | Rallye de France-Alsace 2011, 2013 | Rallye du Japon 2010      |
|                                                                          |                                                            |                                                       |                                                        | Rallye de Catalogne 2013, 2014, 2016, 2022 | Rallye de Suède 2013, 2015, 2016    | Rallye de Pologne 2014, 2015       | Rallye de Jordanie 2011   |
|                                                                          |                                                            |                                                       |                                                        |                                            | Rallye d'Australie 2013, 2014, 2015 | Tour de Corse 2016, 2018           | Rallye de l'Acropole 2011 |
|                                                                          |                                                            |                                                       |                                                        |                                            |                                     | Rallye de Monza 2020, 2021         | Rallye de Turquie 2019    |
|                                                                          |                                                            |                                                       |                                                        |                                            |                                     | Rallye Safari 2021, 2023           |                           |
|                                                                          |                                                            |                                                       |                                                        |                                            |                                     | Rallye de Croatie 2021, 2024       |                           |
|                                                                          |                                                            |                                                       |                                                        |                                            |                                     | Rallye de Finlande 2013, 2024      |                           |

* Sébastien Ogier détient le record de victoires au Rallye Monte-Carlo : 10 au total, en additionnant un succès lorsque le rallye figurait au championnat IRC puis neuf en WRC.

### Victoire en Intercontinental Rally Challenge (IRC)
Avec Julien Ingrassia
- Rallye Monte-Carlo 2009 (77e édition), sur Peugeot 207 S2000

### Autres victoires
Avec Julien Ingrassia
- Rallye Neige des Hautes-Alpes 2007 (6e édition), sur Peugeot 206 XS
- Rallye della Lanterna (it) 2010 (26e édition), sur Citroën C4 WRC
- Rallye National Vosgien 2011 (26e édition), sur Citroën DS3 WRC

## Résultats en rallye

### Résultats WRC

#### Résultats complets en championnat du monde des rallyes
| Saison | Équipe                   | Départs | Victoires | Podiums | Scratchs | Abandons | Points | Classement final |
| ------ | ------------------------ | ------- | --------- | ------- | -------- | -------- | ------ | ---------------- |
| 2008   | Privé                    | 8       | 0         | 0       | 1        | 1        | 1      | 21e              |
| 2009   | Citroën Junior Team      | 12      | 0         | 1       | 13**     | 4        | 24     | 8e               |
| 2010   | Citroën Junior Team      | 10      | 1         | 4       | 27*      | 0        | 124    | 4e               |
| 2010   | Citroën Total WRT        | 3       | 1         | 2       | 10       | 1        | 43     | 4e               |
| 2011   | Citroën Total WRT        | 13      | 5         | 7       | 56**     | 2        | 196    | 3e               |
| 2012   | Volkswagen Motorsport    | 12      | 0         | 0       | 1        | 2        | 41     | 10e              |
| 2013   | Volkswagen Motorsport    | 13      | 9         | 11      | 110*     | 0        | 290    | Champion         |
| 2014   | Volkswagen Motorsport    | 13      | 8         | 10      | 94       | 1        | 267    | Champion         |
| 2015   | Volkswagen Motorsport    | 13      | 8         | 10      | 95**     | 1        | 263    | Champion         |
| 2016   | Volkswagen Motorsport    | 13      | 6         | 11      | 72****   | 0        | 268    | Champion         |
| 2017   | M-Sport World Rally Team | 13      | 2         | 9       | 22       | 1        | 232    | Champion         |
| 2018   | M-Sport World Rally Team | 13      | 4         | 6       | 38       | 1        | 219    | Champion         |
| 2019   | Citroën Racing           | 13      | 3         | 8       | 24*      | 0        | 217    | 3e               |
| 2020   | Toyota Gazoo Racing      | 7       | 2         | 5       | 25*      | 1        | 122    | Champion         |
| 2021   | Toyota Gazoo Racing      | 12      | 5         | 7       | 43*****  | 0        | 230    | Champion         |
| 2022   | Toyota Gazoo Racing      | 6       | 1         | 3       | 26*      | 0        | 97     | 6e               |
| 2023   | Toyota Gazoo Racing      | 8       | 3         | 4       | 37       | 0        | 133    | 5e               |
| 2024   | Toyota Gazoo Racing      | 10      | 3         | 7       | 52       | 0        | 191    | 4e               |
| 2025   | Toyota Gazoo Racing      | 1       | 1         | 1       | 6        | 0        | 33     | 3e (en cours)    |
| Total  | Total                    | 193     | 62        | 106     | 752      | 15       | 2 991  | —                |

(*) dont 1 scratch ex æquo

(**) dont 2 scratchs ex æquo

(***) dont 3 scratchs ex æquo

(****) dont 4 scratchs ex æquo

(*****) dont 5 scratchs ex æquo

#### Résultats détaillés en championnat du monde des rallyes
| Saison       | Équipe                   | Voiture                | Rallye | Rallye | Rallye | Rallye | Rallye | Rallye | Rallye | Rallye | Rallye | Rallye | Rallye | Rallye | Rallye | Rallye | Rallye | Pts | Clas                       |
| ------------ | ------------------------ | ---------------------- | ------ | ------ | ------ | ------ | ------ | ------ | ------ | ------ | ------ | ------ | ------ | ------ | ------ | ------ | ------ | --- | -------------------------- |
| 2008         |                          |                        | MON    | SWE    | MEX    | ARG    | JOR    | ITA    | GRE    | TUR    | FIN    | GER    | NZL    | ESP    | FRA    | JPN    | GBR    | 1   | 21e                        |
| 2008         | Équipe de France FFSA    | Citroën C2 S1600       | -      | -      | 8e     | -      | 11e    | 22e    | -      | -      | -      | 19e    | -      | Ab.    | 20e    | -      | -      | 1   | 21e                        |
| 2008         | Sébastien Ogier          | Citroën C2 R2          | -      | -      | -      | -      | -      | -      | -      | -      | 35e    | -      | -      | -      | -      | -      | -      | 1   | 21e                        |
| 2008         | Équipe de France FFSA    | Citroën C4 WRC         | -      | -      | -      | -      | -      | -      | -      | -      | -      | -      | -      | -      | -      | -      | 26e    | 1   | 21e                        |
| Dont J-WRC   | Équipe de France FFSA    | Citroën C2 S1600       | -      | -      | 1er    | -      | 1er    | 5e     | -      | -      | -      | 1er    | -      | Ab.    | 2e     | -      | -      | 42  | 1er (J-WRC)                |
|              |                          |                        |        |        |        |        |        |        |        |        |        |        |        |        |        |        |        |     |                            |
| 2009         |                          |                        | IRL    | NOR    | CYP    | POR    | ARG    | ITA    | GRE    | POL    | FIN    | AUS    | ESP    | GBR    |        |        |        | 24  | 8e                         |
| 2009         | Citroën Junior Team      | Citroën C4 WRC         | 6e     | 10e    | Ab.    | 17e    | 7e     | Ab.    | 2e     | Ab.    | 6e     | 5e     | 5e     | Ab.    |        |        |        | 24  | 8e                         |
|              |                          |                        |        |        |        |        |        |        |        |        |        |        |        |        |        |        |        |     |                            |
| 2010         |                          |                        | SWE    | MEX    | JOR    | TUR    | NZL    | POR    | BUL    | FIN    | GER    | JPN    | FRA    | ESP    | GBR    |        |        | 167 | 4e                         |
| 2010         | Citroën Junior Team      | Citroën C4 WRC         | 5e     | 3e     | 6e     | 4e     | 2e     | 1er    | 4e     | -      | 3e     | -      | 6e     | 10e    | -      |        |        | 167 | 4e                         |
| 2010         | Citroën Total WRT        | Citroën C4 WRC         | -      | -      | -      | -      | -      | -      | -      | 2e     | -      | 1er    | -      | -      | Ab.    |        |        | 167 | 4e                         |
|              |                          |                        |        |        |        |        |        |        |        |        |        |        |        |        |        |        |        |     |                            |
| 2011         |                          |                        | SWE    | MEX    | POR    | JOR    | ITA    | ARG    | GRE    | FIN    | GER    | AUS    | FRA    | ESP    | GBR    |        |        | 196 | 3e                         |
| 2011         | Citroën Total WRT        | Citroën DS3 WRC        | 4e     | Ab.    | 1er    | 1er    | 4e     | 3e     | 1er    | 3e     | 1er    | 11e    | 1er    | Ab.    | 11e    |        |        | 196 | 3e                         |
|              |                          |                        |        |        |        |        |        |        |        |        |        |        |        |        |        |        |        |     |                            |
| 2012         |                          |                        | MON    | SWE    | MEX    | POR    | ARG    | GRE    | NZL    | FIN    | GER    | GBR    | FRA    | ITA    | ESP    |        |        | 41  | 10e                        |
| 2012         | Volkswagen Motorsport    | Skoda Fabia S2000      | Ab.    | 11e    | 8e     | 7e     | 7e     | 7e     | -      | 10e    | 6e     | 12e    | 11e    | 5e     | Ab.    |        |        | 41  | 10e                        |
| Classe S2000 | Volkswagen Motorsport    | Skoda Fabia S2000      | Ab.    | 1er    | 1er    | 1er    | 1er    | 1er    | -      | 1er    | 1er    | 1er    | 1er    | 1er    | Ab.    |        |        | -   | Non inscrit au championnat |
|              |                          |                        |        |        |        |        |        |        |        |        |        |        |        |        |        |        |        |     |                            |
| 2013         |                          |                        | MON    | SWE    | MEX    | POR    | ARG    | GRE    | ITA    | FIN    | GER    | AUS    | FRA    | ESP    | GBR    |        |        | 290 | Champion                   |
| 2013         | Volkswagen Motorsport    | Volkswagen Polo R WRC  | 2e     | 1er    | 1er    | 1er    | 2e     | 10e    | 1er    | 1er    | 17e    | 1er    | 1er    | 1er    | 1er    |        |        | 290 | Champion                   |
|              |                          |                        |        |        |        |        |        |        |        |        |        |        |        |        |        |        |        |     |                            |
| 2014         |                          |                        | MON    | SWE    | MEX    | POR    | ARG    | ITA    | POL    | FIN    | GER    | AUS    | FRA    | ESP    | GBR    |        |        | 267 | Champion                   |
| 2014         | Volkswagen Motorsport    | Volkswagen Polo R WRC  | 1er    | 6e     | 1er    | 1er    | 2e     | 1er    | 1er    | 2e     | Ab.    | 1er    | 13e    | 1er    | 1er    |        |        | 267 | Champion                   |
|              |                          |                        |        |        |        |        |        |        |        |        |        |        |        |        |        |        |        |     |                            |
| 2015         |                          |                        | MON    | SWE    | MEX    | ARG    | POR    | ITA    | POL    | FIN    | GER    | AUS    | FRA    | ESP    | GBR    |        |        | 263 | Champion                   |
| 2015         | Volkswagen Motorsport    | Volkswagen Polo R WRC  | 1er    | 1er    | 1er    | 17e    | 2e     | 1er    | 1er    | 2e     | 1er    | 1er    | 15e    | Ab.    | 1er    |        |        | 263 | Champion                   |
|              |                          |                        |        |        |        |        |        |        |        |        |        |        |        |        |        |        |        |     |                            |
| 2016         |                          |                        | MON    | SWE    | MEX    | ARG    | POR    | ITA    | POL    | FIN    | GER    | CHN    | FRA    | ESP    | GBR    | AUS    |        | 268 | Champion                   |
| 2016         | Volkswagen Motorsport    | Volkswagen Polo R WRC  | 1er    | 1er    | 2e     | 2e     | 3e     | 3e     | 6e     | 24e    | 1er    | An.    | 1er    | 1er    | 1er    | 2e     |        | 268 | Champion                   |
|              |                          |                        |        |        |        |        |        |        |        |        |        |        |        |        |        |        |        |     |                            |
| 2017         |                          |                        | MON    | SWE    | MEX    | FRA    | ARG    | POR    | ITA    | POL    | FIN    | GER    | ESP    | GBR    | AUS    |        |        | 232 | Champion                   |
| 2017         | M-Sport World Rally Team | Ford Fiesta WRC (en)   | 1er    | 3e     | 2e     | 2e     | 4e     | 1er    | 5e     | 3e     | Ab.    | 3e     | 2e     | 3e     | 4e     |        |        | 232 | Champion                   |
|              |                          |                        |        |        |        |        |        |        |        |        |        |        |        |        |        |        |        |     |                            |
| 2018         |                          |                        | MON    | SWE    | MEX    | FRA    | ARG    | POR    | ITA    | FIN    | GER    | TUR    | GBR    | ESP    | AUS    |        |        | 219 | Champion                   |
| 2018         | M-Sport World Rally Team | Ford Fiesta WRC (en)   | 1er    | 11e    | 1er    | 1er    | 4e     | Ab.    | 2e     | 5e     | 4e     | 10e    | 1er    | 2e     | 5e     |        |        | 219 | Champion                   |
|              |                          |                        |        |        |        |        |        |        |        |        |        |        |        |        |        |        |        |     |                            |
| 2019         |                          |                        | MON    | SWE    | MEX    | FRA    | ARG    | CHI    | POR    | ITA    | FIN    | GER    | TUR    | GBR    | ESP    | AUS    |        | 217 | 3e                         |
| 2019         | Citroën Racing           | Citroën C3 WRC         | 1er    | 29e    | 1er    | 2e     | 3e     | 2e     | 3e     | 41e    | 5e     | 7e     | 1er    | 3e     | 8e     | An.    |        | 217 | 3e                         |
|              |                          |                        |        |        |        |        |        |        |        |        |        |        |        |        |        |        |        |     |                            |
| 2020         |                          |                        | MON    | SWE    | MEX    | EST    | TUR    | ITA    | ITA    |        |        |        |        |        |        |        |        | 122 | Champion                   |
| 2020         | Toyota Gazoo Racing WRT  | Toyota Yaris WRC (en)  | 2e     | 4e     | 1er    | 3e     | Ab.    | 3e     | 1er    |        |        |        |        |        |        |        |        | 122 | Champion                   |
|              |                          |                        |        |        |        |        |        |        |        |        |        |        |        |        |        |        |        |     |                            |
| 2021         |                          |                        | MON    | FIN    | CRO    | POR    | ITA    | KEN    | EST    | BEL    | GRE    | FIN    | ESP    | ITA    |        |        |        | 230 | Champion                   |
| 2021         | Toyota Gazoo Racing WRT  | Toyota Yaris WRC (en)  | 1er    | 20e    | 1er    | 3e     | 1er    | 1er    | 4e     | 5e     | 3e     | 5e     | 4e     | 1er    |        |        |        | 230 | Champion                   |
|              |                          |                        |        |        |        |        |        |        |        |        |        |        |        |        |        |        |        |     |                            |
| 2022         |                          |                        | MON    | SWE    | CRO    | POR    | ITA    | KEN    | EST    | FIN    | BEL    | GRE    | NZL    | ESP    | JPN    |        |        | 97  | 6e                         |
| 2022         | Toyota Gazoo Racing WRT  | Toyota GR Yaris Rally1 | 2e     | -      | -      | 51e    | -      | 4e     | -      | -      | -      | -      | 2e     | 1er    | 4e     |        |        | 97  | 6e                         |
|              |                          |                        |        |        |        |        |        |        |        |        |        |        |        |        |        |        |        |     |                            |
| 2023         |                          |                        | MON    | SWE    | MEX    | CRO    | POR    | ITA    | KEN    | EST    | FIN    | GRE    | CHI    | UE     | JPN    |        |        | 133 | 5e                         |
| 2023         | Toyota Gazoo Racing WRT  | Toyota GR Yaris Rally1 | 1er    | -      | 1er    | 5e     | -      | 14e    | 1er    | -      | -      | 10e    | -      | 4e     | 2e     |        |        | 133 | 5e                         |
|              |                          |                        |        |        |        |        |        |        |        |        |        |        |        |        |        |        |        |     |                            |
| 2024         |                          |                        | MON    | SWE    | KEN    | CRO    | POR    | ITA    | POL    | LET    | FIN    | GRE    | CHI    | UE     | JAP    |        |        | 191 | 4e                         |
| 2024         | Toyota Gazoo Racing WRT  | Toyota GR Yaris Rally1 | 2e     | -      | -      | 1er    | 1er    | 2e     | Forf.  | 2e     | 1er    | 16e    | 36e    | Ab.    | 2e     |        |        | 191 | 4e                         |
|              |                          |                        |        |        |        |        |        |        |        |        |        |        |        |        |        |        |        |     |                            |
| 2025         |                          |                        | MON    | SWE    | KEN    | CAN    | POR    | ITA    | GRE    | EST    | FIN    | PAR    | CHI    | UE     | JAP    | ARA    |        | 58* | 4e                         |
| 2025         | Toyota Gazoo Racing WRT  | Toyota GR Yaris Rally1 | 1er    | -      | -      | 2e     |        |        |        |        |        |        |        |        |        |        |        | 58* | 4e                         |

*Saison en cours

#### Records en championnat du monde des rallyes
- Champion avec le plus grand écart de points sur son coéquipier : 128 points lors du championnat du monde 2013 par rapport à Jari-Matti Latvala
- Champion avec le plus grand écart de points : 114 points, lors du championnat du monde 2013 face à Thierry Neuville (290 pts pour Ogier contre 176 pts pour Neuville)
- Victoire avec le plus petit écart : 0,2 seconde d'avance sur Jari-Matti Latvala au Rallye de Jordanie, le 16 avril 2011.
- Victoires au Rallye Monte-Carlo : 10 (une en IRC et neuf en WRC)
- Victoires au Rallye du Mexique : 7
- Victoires au Rallye du Portugal : 6
- Record partagé de victoires aux Rallye de Grande-Bretagne (5) et de Sardaigne (4).
- Nombre de constructeurs avec lesquels il a gagné le Rallye Monte-Carlo : 5 (Peugeot en 2009, Volkswagen en 2014, 2015 et 2016, Ford en 2017 et 2018, Citroën en 2019 et Toyota en 2021 et 2023)
- Ratio de victoires de spéciales sur une saison : 46.25 % (111 temps scratch sur 240 spéciales) lors du championnat du monde 2013
- Ratio d'étapes spéciales disputées comme leader sur une saison : 62,92 % (151 ES en tête sur 240 spéciales) lors du championnat du monde 2013
- Points marqués en une saison : 290 points lors du championnat du monde 2013
- Points marqués (tous barèmes confondus) : 2812 points[60]
- Victoires de Power Stage : 45
- Victoires de Power Stage en une saison : 9 en 2015
- Ratio de Power Stage remportées en une saison : 69,23 %, lors du championnat du monde 2015 avec 9 Power Stage gagnées sur les 13 rallyes

### Résultats en IRC
| 2009 |                   | MON | BRA | KEN | POR | BEL | RUS | POR | CZE | ESP | ITA | JPN | GBR | —   | 10 | 8e         |  |  |
| 2009 | Peugeot 207 S2000 | 1er | -   | -   | -   | -   | -   | -   | -   | -   | -   | An. | -   | —   | 10 | 8e         |  |  |
|      |                   |     |     |     |     |     |     |     |     |     |     |     |     |     |    |            |  |  |
| 2010 |                   | MON | BRA | ARG | ESP | ITA | BEL | POR | POR | CZE | ESP | ITA | GBR | CYP | 0  | Pas classé |  |  |
| 2010 | Peugeot 207 S2000 | Ab. | -   | -   | -   | Ab. | -   | -   | -   | -   | An. | -   | -   | -   | 0  | Pas classé |  |  |

## Palmarès en championnat du monde d'Endurance
| Saison | Team                      | Cat. | Voiture  | Moteur                | 1      | 2     | 3     | 4   | 5   | 6   | Position catégorie | Points |
| ------ | ------------------------- | ---- | -------- | --------------------- | ------ | ----- | ----- | --- | --- | --- | ------------------ | ------ |
| 2022   | Richard Mille Racing Team | LMP2 | Oreca 07 | Gibson GK428 4.2 L V8 | SEB 12 | SPA 8 | LMS 9 | MNZ | FUJ | BHR | 16e                | 20     |

### 24 Heures du Mans
| Année | Team                      | Coéquipiers                 | Voiture         | Cat. | Tours | Position générale | Position catégorie |
| ----- | ------------------------- | --------------------------- | --------------- | ---- | ----- | ----------------- | ------------------ |
| 2022  | Richard Mille Racing Team | Charles Milesi Lilou Wadoux | Oreca 07-Gibson | LMP2 | 366   | 13e               | 9e                 |

## Autres disciplines

### Formule 1
- En 2017, il teste une Red Bull Racing RB7 sur le Red Bull Ring en Autriche[61].

### Race of Champions
- Participations de Sébastien Ogier à la Race of Champions :

| Année | Commentaires |
| ----- | --- |
| 2011  | Champion des Champions : à sa première participation, il bat en finale à Düsseldorf le Danois Tom Kristensen, huit fois vainqueur des 24 Heures du Mans à l'époque. Il remporte les deux manches de la finale. Il est le quatrième Français a devenir Champion des Champions. |
| 2012  | Finaliste de la Nations' Cup avec Romain Grosjean, il atteint par ailleurs les quarts de finale de la course individuelle. |

### Autres
- Résumé de diverses courses automobiles au cours de la carrière de Sébastien Ogier :

| Date                 | Commentaires |
| -------------------- | --- |
| 29–30 octobre 2011   | Il participe à la dernière manche (2 courses du GT Tour) du Championnat de France GT sur le circuit Paul Ricard HTTT du Castellet. Il pilote une Ferrari F430 Scuderia de l'écurie Sport Garage en tant qu'équipier de Lionel Comole, Président de la Fondation Arthritis et pilote amateur à ses heures. Il y dispute également la finale du Championnat de France de F4, sur une monoplace de l'Auto Sport Academy (celle-là même qui lui a permis d'améliorer ses freinages tardifs en entrées de virages sur asphalte, durant ses tests estivaux). |
| 11 décembre 2011     | Il termine 9e de la première édition des ERDF Master-Kart de Paris-Bercy, épreuve opposant des pilotes venus de diverses disciplines. |
| 24–26 mai 2013       | Il dispute une manche de Porsche Supercup sur le circuit de Monaco, discipline précédant traditionnellement chaque Grand Prix de Formule 1. Après avoir obtenu la 14e place en qualifications, il gagne une place en course et finit 13e sur 26 participants. |
| 23–25 mai 2014       | Il prend part à une manche de l'ADAC GT Masters, sur le circuit du Lausitzring. Engagé au sein du team Prosperia C. Abt Racing, il pilote une Audi R8 LMS Ultra et a pour coéquipier Markus Winkelhock. Ensemble, ils obtiennent la 13e place dans la Course 1 et la 8e dans la Course 2. |
| 20–22 juin 2014      | Il fait son retour en Porsche Supercup, cette fois au Red Bull Ring. Comme en 2013 à Monaco, c'est au sein de l'équipe Deutsche Post Project 1 qu'il pilote une Porsche 911 GT3. |
| 21-23 septembre 2018 | Après des essais en août, il dispute la manche de DTM du Red Bull Ring au volant d'une Mercedes-AMG C 63. Il se classe 12e de la Course 1 et 17e de la Course 2. |

## Caritatif
Depuis septembre 2014, Sébastien Ogier est parrain de la Fondation Make-A-Wish France, qui réalise les vœux d'enfants malades.

## Décorations et distinctions
- Chevalier de la Légion d'honneur (2022)[64],[65]
- Palme d'Or du 37e Festival automobile international (2022)
- 7 Volants d'Or FFSA (2013, 2014, 2015, 2016, 2017, 2018 et 2020) et une Licence de Platine FFSA (2021)
- 8 fois Rally Driver of the Year aux Autosport Awards (2013, 2014, 2015, 2016, 2017, 2018, 2021 et 2024)
- Élu Espoir "Échappement" de l'année (2007)

## Vie privée
Sébastien Ogier est marié depuis 2014 à la présentatrice de télévision allemande Andrea Kaiser (de). Le 13 juin 2016, elle donne naissance à leur premier enfant, un garçon prénommé Tim.

## Vidéographie
- « Sébastien Ogier, The Final Season » réalisé par Vanessa Dumont et Nicolas Davenel[68],[69].